# Fußball-Weltmeisterschaft 2014
Die Endrunde der Fußball-Weltmeisterschaft 2014 der Männer (englisch FIFA World Cup, portugiesisch Copa do Mundo FIFA) war die 20. Austragung des bedeutendsten Turniers für Fußballnationalmannschaften und fand vom 12. Juni bis zum 13. Juli 2014 zum zweiten Mal – nach 1950 – in Brasilien statt.
Weltmeister wurde zum vierten Mal Deutschland, das im Endspiel Argentinien besiegte. Mit dem Sieg der deutschen Nationalmannschaft ging der WM-Titel zum dritten Mal in Folge an eine europäische Mannschaft; zum ersten Mal gewann eine europäische Mannschaft auf dem amerikanischen Doppelkontinent. Gastgeber Brasilien verlor im Halbfinale hoch gegen die deutsche Mannschaft und belegte nach dem Spiel um Platz 3 gegen die Niederlande den vierten Platz. Titelverteidiger Spanien schied bereits nach der Gruppenphase aus. Die Schweiz schied im Achtelfinale aus; Österreich scheiterte bereits in der Qualifikation.
Mit 171 Toren wurde bei dieser WM der damalige Torrekord bei Endrunden mit 32 Mannschaften aus dem Jahr 1998 eingestellt. Die meisten Tore erzielte Deutschland (18).

## Vergabe

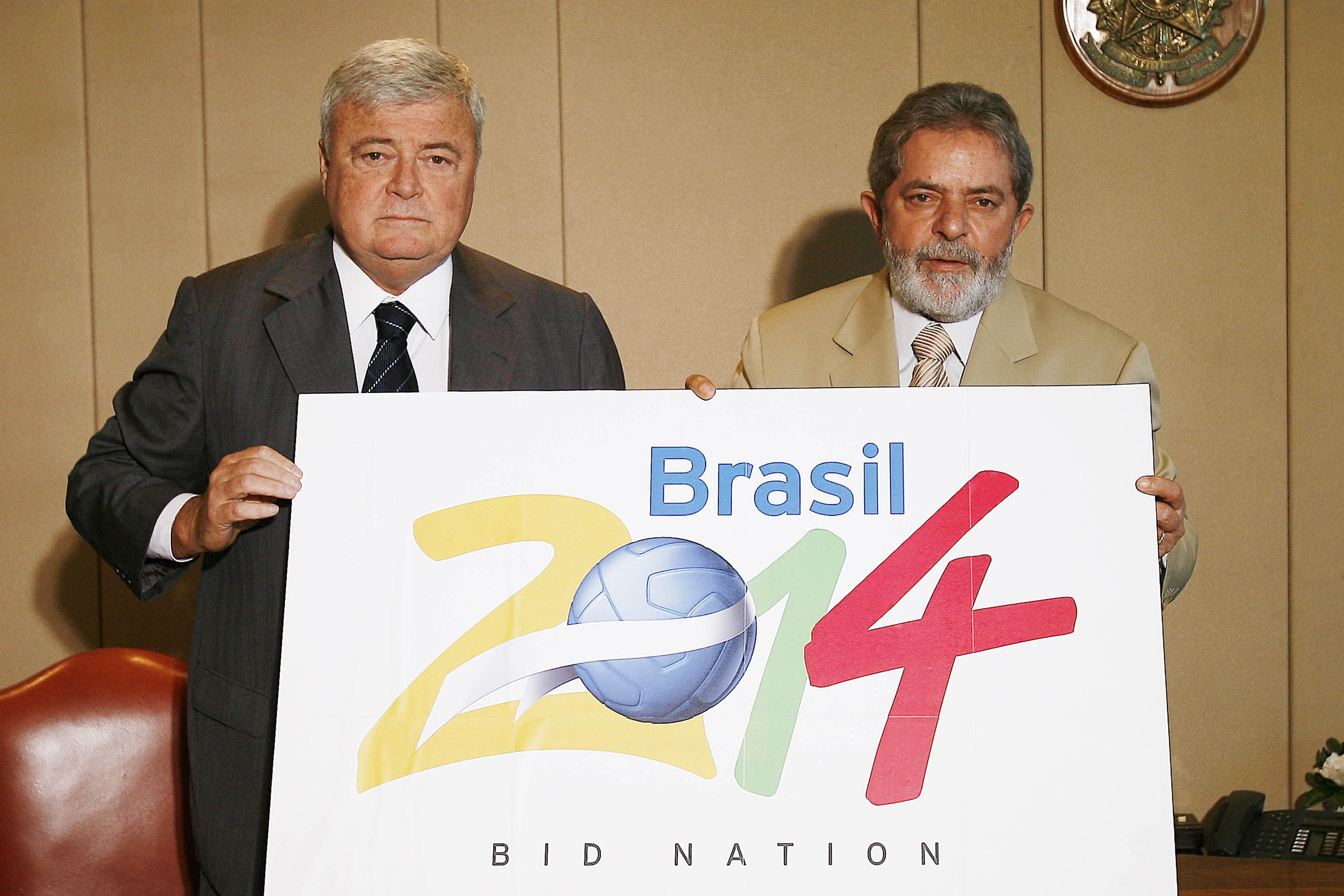
Ricardo Teixeira (links), Präsident des CBF, und Staatspräsident Lula da Silva mit dem Logo zur Bewerbung (2007)

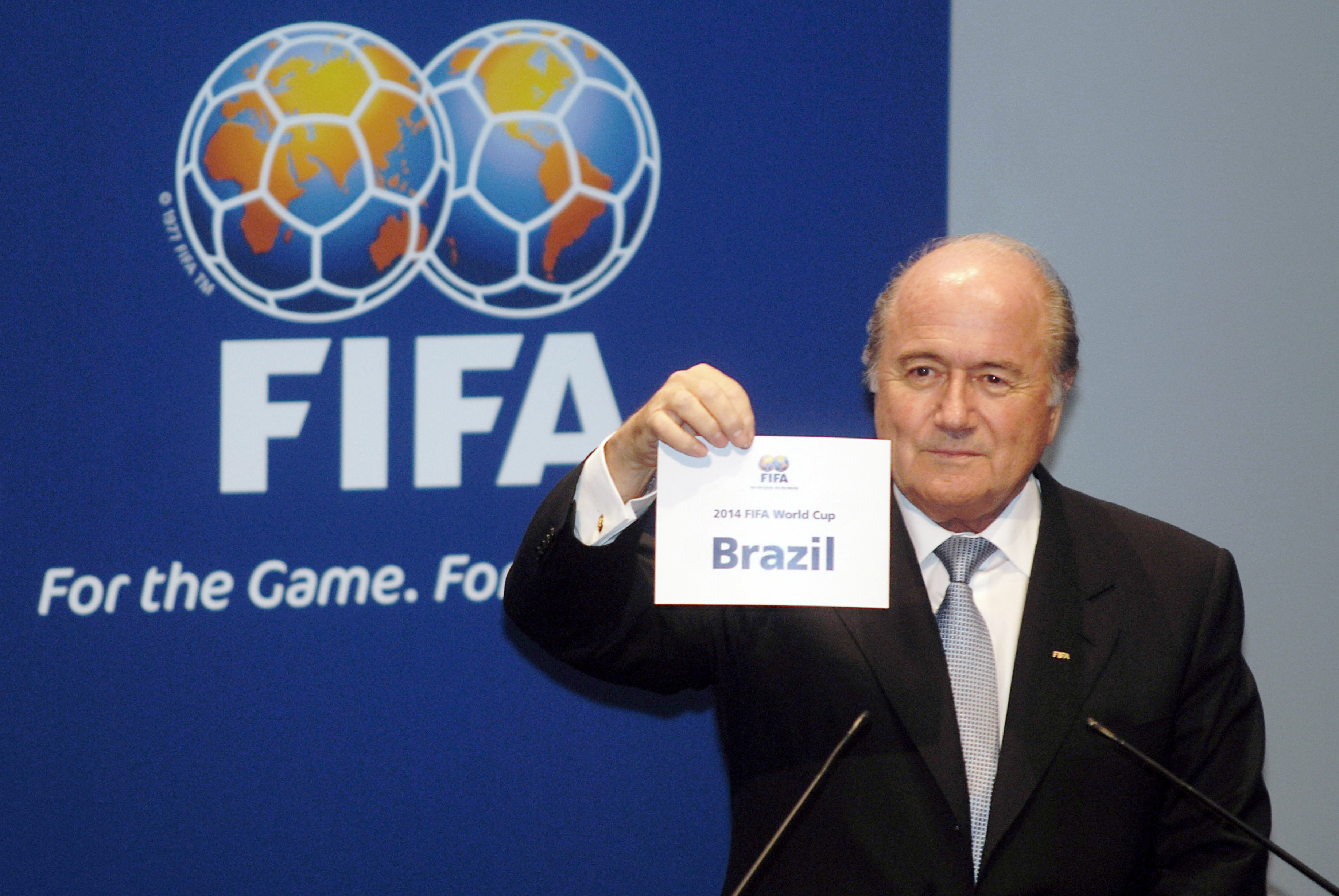
FIFA-Präsident Sepp Blatter bei der WM-Vergabe in Zürich

Die südamerikanische Fußball-Konföderation CONMEBOL hatte sich auf Brasilien als einzigen Bewerber um die WM 2014 verständigt, u. a. weil in diesem Jahr der brasilianische Fußballverband Confederação Brasileira de Futebol (CBF) sein 100-jähriges Bestehen feierte. Zwar erklärte im Dezember 2006 zunächst auch Kolumbien seine Absicht, eine Bewerbung abzugeben, zog sie aber am 11. April 2007 zurück.
Brasilien übergab schließlich am 13. April 2007 in der FIFA-Zentrale in Zürich als einziger Kandidat die so genannte Bewerbungsvereinbarung. Am 31. Juli 2007 wurde fristgerecht das vollständige, 900-seitige Kandidaturdossier vom Präsidenten der CBF, Ricardo Teixeira, an Sepp Blatter übergeben, das alle notwendigen Regierungsgarantien umfasste. Damit erhielt Brasilien den Zuschlag jedoch nicht automatisch. Das weitere Verfahren sah nun eine Prüfung der Kandidatur durch die FIFA vor, die auch einen Inspektionsbesuch in Brasilien im August 2007 beinhaltete. Dabei wurden fünf der 18 möglichen Spielorte besucht, in Rio de Janeiro präsentierten sich zudem die übrigen möglichen Austragungsorte. Nach der Abschlusspräsentation des brasilianischen Fußballverbandes am 29. Oktober wurde Brasilien am 30. Oktober 2007 in Zürich endgültig als Gastgeber durch das FIFA-Exekutivkomitee bestätigt. Das letzte große Fußballturnier in Brasilien vor der Vergabe war die Copa América 1989. Mit dem Zuschlag für die WM wurde Brasilien auch Austragungsland des als Generalprobe für das WM-Turnier geltenden Konföderationen-Pokals 2013.

## Spielorte
Am 31. Mai 2009 gab die FIFA die zwölf Städte bekannt, die aus insgesamt 17 Bewerbern für die Austragung der Spiele der Fußball-Weltmeisterschaft 2014 ausgewählt wurden. Das Eröffnungsspiel fand in São Paulo statt, das Finale wurde in Rio de Janeiro ausgetragen. Nicht berücksichtigt wurden die Kandidaturen der Städte Belém, Campo Grande, Florianópolis, Goiânia und Rio Branco.
Die folgenden Angaben zur Kapazität beziehen sich auf die Angaben der FIFA, die durch die strengeren Auflagen bei einer WM unter der maximalen Kapazität der Stadien liegen können.
| Manaus |

| Cuiabá |

| Brasília |

| Fortaleza |

| Natal |

| Recife |

| Salvador |

| Belo Horizonte |

| Rio de Janeiro |

| São Paulo |

| Curitiba |

| Porto Alegre |

| Manaus |

| Cuiabá |

| Brasília |

| Fortaleza |

| Natal |

| Recife |

| Salvador |

| Belo Horizonte |

| Rio de Janeiro |

| São Paulo |

| Curitiba |

| Porto Alegre |

Anmerkungen
1. ↑  Das Stadion befindet sich im Vorort São Lourenço da Mata.

## Qualifikation
Die Verteilung der Startplätze wurde auf der Sitzung des FIFA-Exekutivkomitees am 2. und 3. März 2011 in Zürich festgelegt. Die Auslosung der Qualifikationsgruppen erfolgte am 30. Juli 2011 in Rio de Janeiro.
Die Plätze für die Endrunde wurden wie folgt vergeben:
- UEFA (Europa): 13 Teilnehmer
- CONMEBOL (Südamerika): Gastgeber Brasilien und weitere 4 oder 5 Teilnehmer
- CAF (Afrika): 5 Teilnehmer
- AFC (Asien und Australien): 4 oder 5 Teilnehmer
- CONCACAF (Nord- und Mittelamerika und Karibik): 3 oder 4 Teilnehmer
- OFC (Ozeanien): 0 oder 1 Teilnehmer

Zwei der Teilnehmer wurden in interkontinentalen Play-offs zwischen einem Asienvertreter und einem Südamerikavertreter sowie zwischen Vertretern aus Ozeanien und des CONCACAF bestimmt.

## Teilnehmer
Das Gastgeberland Brasilien war als Teilnehmer gesetzt. Die Mannschaft aus Bosnien und Herzegowina nahm zum ersten Mal an der Endrunde einer Fußball-WM teil. Folgende 32 Nationalmannschaften waren qualifiziert:

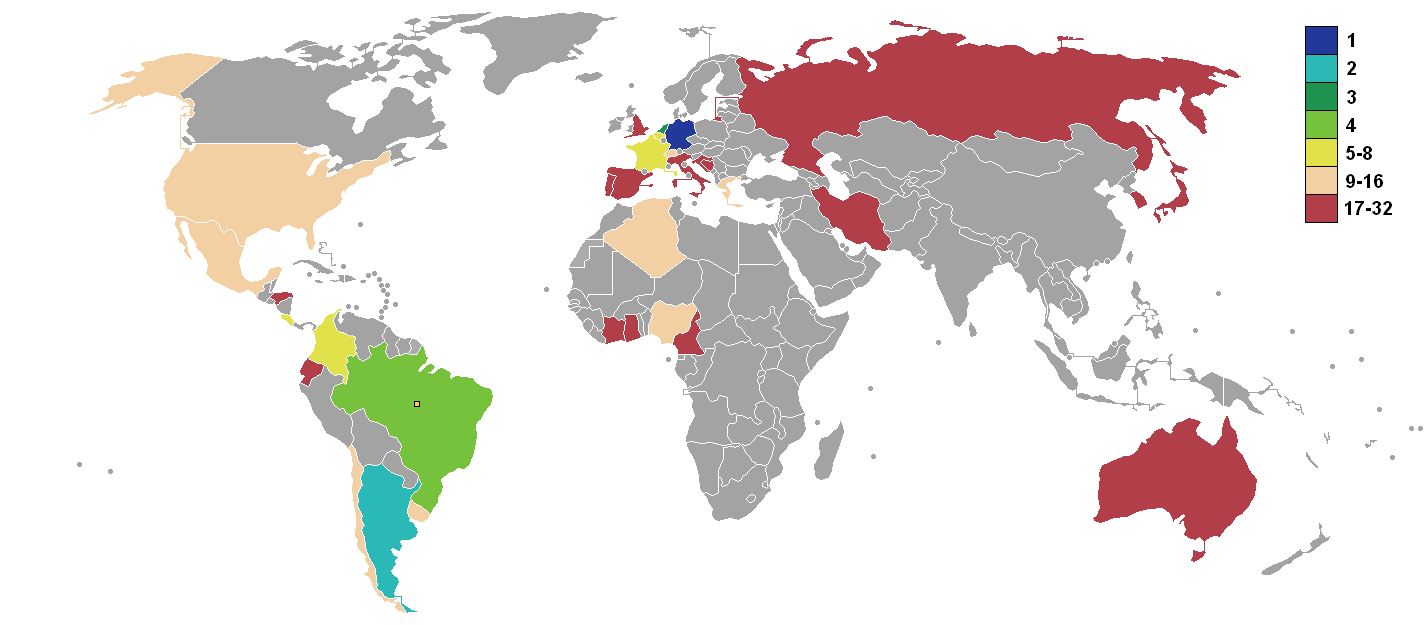
Weltkarte der Teilnehmer und deren Platzierungen

| 13 UEFA (Europa)                              | Belgien      | Bosnien und Herzegowina | Deutschland | England     | Frankreich |
|                                               | Griechenland | Italien                 | Kroatien    | Niederlande | Portugal   |
|                                               | Russland     | Schweiz                 | Spanien     |             |            |
| 6 CONMEBOL (Südamerika) inklusive Gastgeber:  | Argentinien  | Chile                   | Ecuador     | Kolumbien   | Uruguay    |
|                                               | Brasilien    |                         |             |             |            |
| 5 CAF (Afrika)                                | Algerien     | Elfenbeinküste          | Ghana       | Kamerun     | Nigeria    |
| 4 CONCACAF (Nord-, Mittelamerika und Karibik) | Costa Rica   | Honduras                | Mexiko      | USA         |            |
| 4 AFC (Asien)                                 | Australien   | Iran                    | Japan       | Südkorea    |            |

## Auslosung
Die Auslosung der Gruppenphase der Endrunde fand am 6. Dezember 2013 um 17:00 Uhr (MEZ) in Costa do Sauípe statt. Die Organisationskommission hatte drei Tage zuvor die Lostöpfe festgelegt. Als Köpfe der acht Gruppen wurden der Gastgeber und die sieben Führenden der FIFA-Weltrangliste vom Oktober 2013 gesetzt. Sie bildeten Lostopf 1, die Töpfe 2 bis 4 wurden nach regionalen Kriterien besetzt.
Topf 1 (gesetzte Mannschaften): Brasilien, Spanien, Deutschland, Argentinien, Kolumbien, Belgien, Uruguay, Schweiz
Topf 2 (Afrika und Südamerika): Algerien, Elfenbeinküste, Ghana, Kamerun, Nigeria, Chile, Ecuador
Topf 3 (Asien, Nord- und Mittelamerika): Australien, Iran, Japan, Südkorea, Costa Rica, Honduras, Mexiko, USA
Topf 4 (Europa): Bosnien-Herzegowina, England, Frankreich, Griechenland, Italien (per Los in Topf 2 verschoben), Kroatien, Niederlande, Portugal, Russland
Brasilien war als Kopf der Gruppe A gesetzt, die anderen gesetzten Mannschaften wurden als Köpfe der Gruppen B bis H gelost. Die Mannschaften aus den Töpfen 2, 3 und 4 wurden nun der Reihe nach den Gruppen zugelost, aufsteigend von Gruppe A bis H. Damit in jede Gruppe höchstens zwei europäische Mannschaften kamen, wurde eine der neun europäischen Mannschaften aus Topf 4 vorher per Losverfahren in Topf 2 verschoben und dann einer der vier südamerikanischen Mannschaften aus Topf 1 zugelost. Italien wurde so in Topf 2 und dann in die Gruppe von Uruguay gelost. Außerdem wurde berücksichtigt, dass die beiden südamerikanischen Mannschaften in Topf 2 keinem südamerikanischen Gruppenkopf zugeordnet werden sollten. Im Ergebnis kamen mit Uruguay, Italien und England erstmals drei ehemalige Weltmeister in eine Gruppe.
| Gruppe A   | Gruppe B                | Gruppe C       | Gruppe D   |
| ---------- | ----------------------- | -------------- | ---------- |
| Brasilien  | Spanien                 | Kolumbien      | Uruguay    |
| Kroatien   | Niederlande             | Griechenland   | Costa Rica |
| Mexiko     | Chile                   | Elfenbeinküste | England    |
| Kamerun    | Australien              | Japan          | Italien    |
| Gruppe E   | Gruppe F                | Gruppe G       | Gruppe H   |
| Schweiz    | Argentinien             | Deutschland    | Belgien    |
| Ecuador    | Bosnien und Herzegowina | Portugal       | Algerien   |
| Frankreich | Iran                    | Ghana          | Russland   |
| Honduras   | Nigeria                 | USA            | Südkorea   |

Informationen zu den einzelnen WM-Gruppen und Mannschaften bei Klick auf den jeweiligen Link.
Von den acht gesetzten Mannschaften der Gruppenphase erreichten schließlich sieben die Finalrunde, davon fünf als Gruppenerste.

## Regelwerk und Modus

### Turnierform
In der Gruppenphase gab es acht Gruppen mit je vier Teilnehmern. Innerhalb der Gruppen spielte jede Mannschaft gegen jede, also sechs Partien pro Gruppe. Der Sieger jeder Begegnung erhielt drei Punkte, der Verlierer keinen, bei einem Unentschieden erhielt jeder einen Punkt. Die Rangfolge wurde danach nach folgenden Kriterien bestimmt:
1. Punkte aus allen Gruppenspielen
2. Tordifferenz aus allen Gruppenspielen
3. Anzahl der in allen Gruppenspielen erzielten Tore
4. Anzahl Punkte aus den Direktbegegnungen der punktgleichen Mannschaften in den Gruppenspielen
5. Tordifferenz in den Direktbegegnungen der punktgleichen Mannschaften in den Gruppenspielen
6. Anzahl der in den Direktbegegnungen der punktgleichen Mannschaften in den Gruppenspielen erzielten Tore
7. Losentscheid

Erster und Zweiter jeder Gruppe waren für das Achtelfinale qualifiziert, die anderen schieden aus. Achtel-, Viertel-, Halbfinale und Finale wurden im K.-o.-System gespielt, d. h. der Verlierer der Partie schied aus dem Turnier aus. (Ausnahme: Die Verlierer der Halbfinalspiele spielten noch um Platz 3.) Stand ein Spiel nach 90 Minuten unentschieden, wurden 2 × 15 Minuten Verlängerung gespielt. Stand danach noch kein Sieger fest, entschied ein Elfmeterschießen die Partie.
Die für das Achtelfinale qualifizierten Mannschaften aus den Gruppen A, B, C, D konnten frühestens im Halbfinale auf Mannschaften der Gruppen E, F, G, H treffen. Mannschaften aus derselben Gruppe hätten frühestens im Finale oder im Spiel um Platz 3 erneut aufeinandertreffen können.

### Technische Hilfsmittel

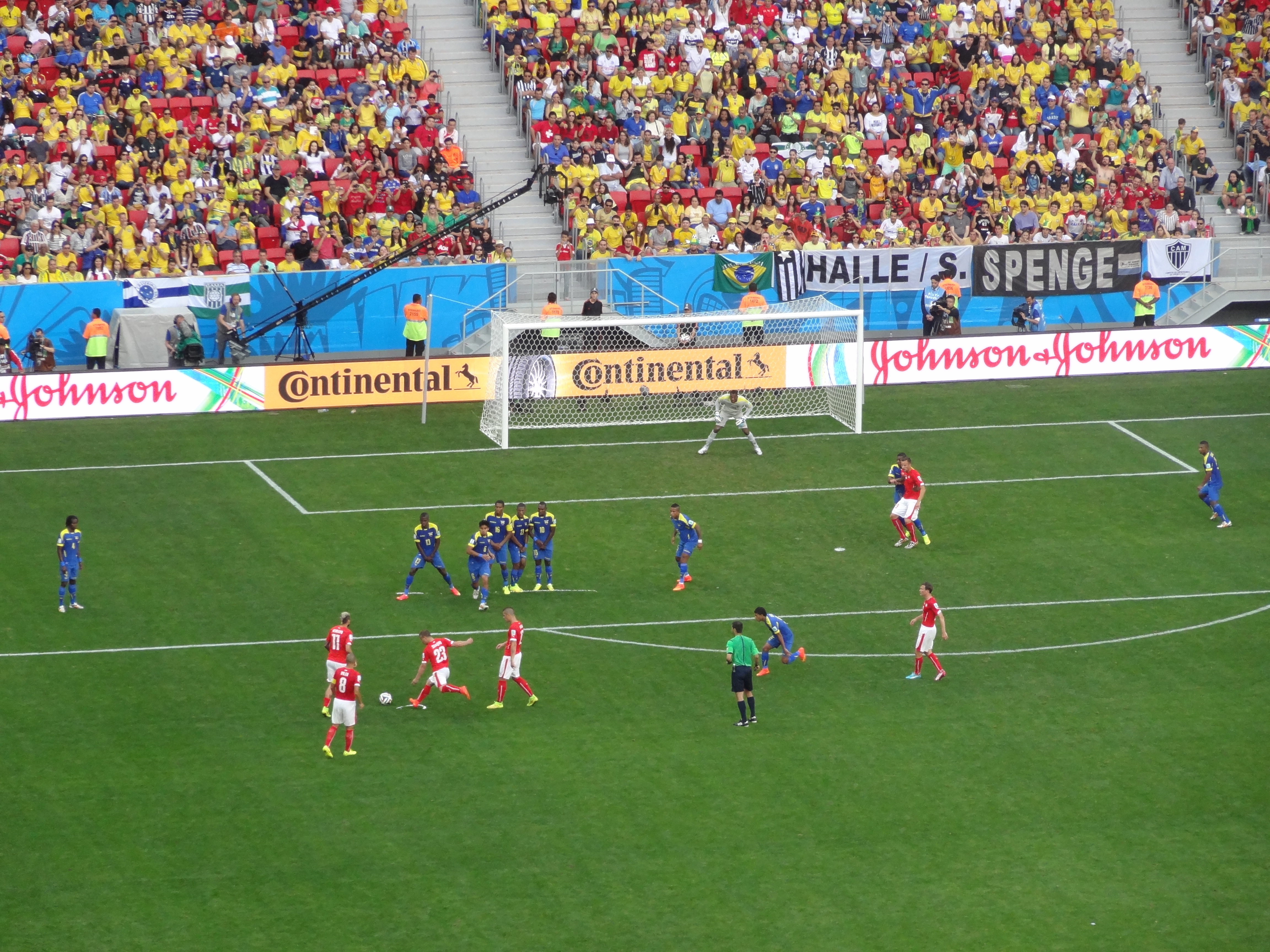
Das Freistoßspray im Einsatz beim Spiel Schweiz gegen Ecuador am
15. Juni 2014

Am 19. Februar 2013 gab die FIFA bekannt, bei der Endrunde 2014 in Brasilien erstmals eine Torlinientechnologie einzusetzen. Die Entscheidung fiel auf die kamerabasierte Torlinientechnologie GoalControl-4-D. Das in Deutschland entwickelte System besteht aus sieben Hochgeschwindigkeitskameras pro Tor und sendet, wenn ein Tor gefallen ist, ein Signal auf die Uhr des Schiedsrichters, welche durch Vibration und optisches Signal anzeigt, ob ein Tor erzielt wurde. Mit dieser Torlinientechnologie sollen die Schiedsrichter in der Entscheidung unterstützt werden, ob der Ball die Torlinie vollständig überquert hat, damit Fehlentscheidungen vermieden werden.
Die erste umstrittene Szene, bei der die neue Torlinientechnik ausschlaggebend war, war der Treffer zum 2:0 für Frankreich gegen Honduras, bei dem der honduranische Torhüter Noel Valladares den Ball nach einem Schuss von Karim Benzema über die Torlinie lenkte.
Bei Freistößen wurde erstmals ein Spray eingesetzt, um Positionsgrenzen für Spielball und Abwehrmauer auf dem Rasen zu markieren. Damit sollte verhindert werden, dass die verteidigenden Spieler sich unbemerkt näher zum Ball aufstellen als erlaubt, oder dass der Freistoß von einer günstigeren Position ausgeführt wird als vorgesehen. Da sich das Spray während der WM als hilfreich erwiesen hat, kommt es seitdem auch in zahlreichen europäischen Ligen wie auch der Bundesliga zum Einsatz.

### Trinkpausen
Erstmals wurden bei einer Weltmeisterschaft, aufgrund einer Entscheidung eines brasilianischen Arbeitsgerichts, Trinkpausen eingeführt. Nach jeweils 30 Minuten konnte der Schiedsrichter das Spiel für 3 Minuten unterbrechen, wenn die Temperatur 32 °C überschritt.
Die erste Trinkpause wurde von Schiedsrichter Pedro Proença aus Portugal im Achtelfinale zwischen den Niederlanden und Mexiko in Fortaleza in der 32. und 76. Minute bei 34 °C angeordnet.

### Anti-Doping
Der biologische Pass wurde ab 2014 bei der FIFA-Weltmeisterschaft eingeführt. Blut- und Urinproben aller Spieler vor dem Wettbewerb sowie von zwei Spielern pro Team und Spiel wurden vom Schweizerischen Labor für Dopinganalysen analysiert. Die FIFA berichtete, dass 91,5 % der am Turnier teilnehmenden Spieler vor Beginn des Wettbewerbs getestet und keiner positiv befunden wurde. Die FIFA wurde jedoch für die Art und Weise kritisiert, wie sie die Dopingtests durchführte.

## Eröffnungsfeier

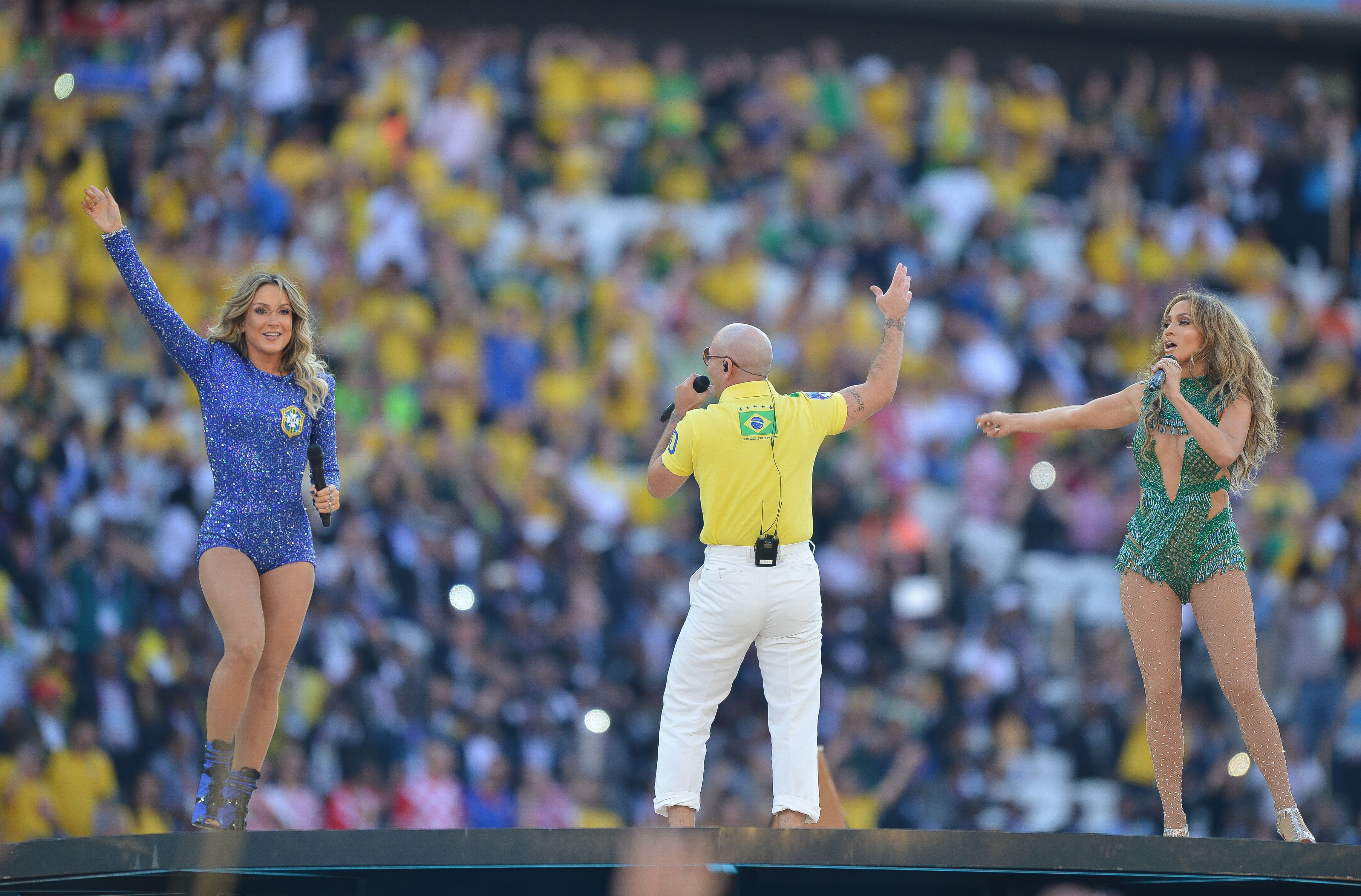
Von Links nach Rechts: Claudia Leitte, Pitbull, und Jennifer Lopez performen bei der Eröffnungsfeier in der Arena de São Paulo, São Paulo.

Am 12. Juni 2014 begann die 20. Ausgabe der FIFA-Weltmeisterschaft mit der Eröffnungsfeier in der Arena de São Paulo, São Paulo, Brasilien. An der Veranstaltung nahmen 660 Tänzer teil und traten in einer Zeremonie auf, in der die Natur des Landes und seine Liebe zum Fußball gefeiert wurden. Im Anschluss an die Tänzer trat die einheimische Sängerin Claudia Leitte in den Mittelpunkt, um für das Publikum zu singen. Später wurde sie von dem kubanisch-amerikanischen Rapper Pitbull und der amerikanischen Sängerin Jennifer Lopez begleitet, um das offizielle Lied des Turniers „We Are One (Ole Ola)“ zu spielen, das am 8. April 2014 als offizielle Single veröffentlicht worden war. Nach der Zeremonie fand das Eröffnungsspiel statt, bei dem die Gastgeber Kroatien mit 3:1 schlagen konnten.

## Gruppenphase
Zeitangaben in Ortszeit UTC−3, für Manaus und Cuiabá UTC−4, dahinter in Klammern die Mitteleuropäische Sommerzeit (MESZ) (UTC+2). Sieger einer Begegnung sowie in den Gruppentabellen die Mannschaften, die das Achtelfinale erreicht haben, sind fett geschrieben.

### Gruppe A
| Pl. | Land      | Sp. | S | U | N | Tore    | Diff. | Punkte |
| --- | --------- | --- | - | - | - | ------- | ----- | ------ |
| 1.  | Brasilien | 3   | 2 | 1 | 0 | 007:200 | +5    | 07     |
| 2.  | Mexiko    | 3   | 2 | 1 | 0 | 004:100 | +3    | 07     |
| 3.  | Kroatien  | 3   | 1 | 0 | 2 | 006:600 | ±0    | 03     |
| 4.  | Kamerun   | 3   | 0 | 0 | 3 | 001:900 | −8    | 0      |

|                                                                                 |   |           |           |
| Do., 12. Juni 2014 um 17:00 Uhr (22:00 Uhr MESZ) in São Paulo                   |   |           |           |
| Brasilien                                                                       | – | Kroatien  | 3:1 (1:1) |
| Fr., 13. Juni 2014 um 13:00 Uhr (18:00 Uhr MESZ) in Natal                       |   |           |           |
| Mexiko                                                                          | – | Kamerun   | 1:0 (0:0) |
| Di., 17. Juni 2014 um 16:00 Uhr (21:00 Uhr MESZ) in Fortaleza                   |   |           |           |
| Brasilien                                                                       | – | Mexiko    | 0:0       |
| Mi., 18. Juni 2014 um 18:00 Uhr (Do., 00:00 Uhr MESZ) in Manaus                 |   |           |           |
| Kamerun                                                                         | – | Kroatien  | 0:4 (0:1) |
| Mo., 23. Juni 2014 um 17:00 Uhr (22:00 Uhr MESZ) in Brasília (Estàdio Nacional) |   |           |           |
| Kamerun                                                                         | – | Brasilien | 1:4 (1:2) |
| Mo., 23. Juni 2014 um 17:00 Uhr (22:00 Uhr MESZ) in Recife                      |   |           |           |
| Kroatien                                                                        | – | Mexiko    | 1:3 (0:0) |

Im Eröffnungsspiel Brasilien – Kroatien fiel in der 11. Minute das erste Eigentor einer brasilianischen Mannschaft bei einer WM. Damit war erstmals bei einer Weltmeisterschaft das erste Tor ein Eigentor. Ein Weitschusstor von Neymar in der 29. Minute und ein umstrittener Strafstoß in der 70. Minute brachten schließlich Brasilien 2:1 in Führung. In der ersten Minute der Nachspielzeit erhöhte Oscar zum Endstand 3:1.
Auch Mexiko begann die Gruppenphase mit einem Sieg, 1:0 gegen Kamerun. Mexiko wurden zwei Tore wegen Abseits aberkannt, beides waren jedoch Fehlentscheidungen. Der verantwortliche Linienrichter wurde später von der Schiedsrichter-Abteilung der FIFA nicht mehr eingesetzt. Auch Kamerun wurde ein regelkonformes Tor aberkannt.
Die dritte Partie, das Spiel zwischen Brasilien und Mexiko, endete torlos. Für Kamerun bedeutete die 0:4-Niederlage gegen Kroatien im zweiten Spiel das vorzeitige Aus, ähnlich wie 2010.
Mit einem 4:1 über Kamerun sicherte sich Brasilien den Gruppensieg vor den punktgleichen Mexikanern, die 3:1 gegen Kroatien gewannen.

### Gruppe B
| Pl. | Land        | Sp. | S | U | N | Tore    | Diff. | Punkte |
| --- | ----------- | --- | - | - | - | ------- | ----- | ------ |
| 1.  | Niederlande | 3   | 3 | 0 | 0 | 010:300 | +7    | 09     |
| 2.  | Chile       | 3   | 2 | 0 | 1 | 005:300 | +2    | 06     |
| 3.  | Spanien     | 3   | 1 | 0 | 2 | 004:700 | −3    | 03     |
| 4.  | Australien  | 3   | 0 | 0 | 3 | 003:900 | −6    | 0      |

|                                                                    |   |             |           |
| Fr., 13. Juni 2014 um 16:00 Uhr (21:00 Uhr MESZ) in Salvador       |   |             |           |
| Spanien                                                            | – | Niederlande | 1:5 (1:1) |
| Fr., 13. Juni 2014 um 18:00 Uhr (Sa., 00:00 Uhr MESZ) in Cuiabá    |   |             |           |
| Chile                                                              | – | Australien  | 3:1 (2:1) |
| Mi., 18. Juni 2014 um 13:00 Uhr (18:00 Uhr MESZ) in Porto Alegre   |   |             |           |
| Australien                                                         | – | Niederlande | 2:3 (1:1) |
| Mi., 18. Juni 2014 um 16:00 Uhr (21:00 Uhr MESZ) in Rio de Janeiro |   |             |           |
| Spanien                                                            | – | Chile       | 0:2 (0:2) |
| Mo., 23. Juni 2014 um 13:00 Uhr (18:00 Uhr MESZ) in Curitiba       |   |             |           |
| Australien                                                         | – | Spanien     | 0:3 (0:1) |
| Mo., 23. Juni 2014 um 13:00 Uhr (18:00 Uhr MESZ) in São Paulo      |   |             |           |
| Niederlande                                                        | – | Chile       | 2:0 (0:0) |

Im ersten Spiel der Gruppe B trafen mit Spanien und den Niederlanden Weltmeister und Vizeweltmeister von 2010 aufeinander. Die Spanier gingen in der 27. Minute durch einen Foulelfmeter, geschossen von Xabi Alonso, in Führung. Kurz vor der Halbzeit erzielte Robin van Persie den Ausgleich. In der zweiten Hälfte erzielten die Niederländer ein umstrittenes Tor von Stefan de Vrij (64. Minute), ein Tor von van Persie (72. Minute) und zwei Tore von Arjen Robben (53., 80. Minute) zum 5:1-Sieg. Dies war zugleich die höchste Niederlage eines WM-Titelverteidigers. Die zweite Partie des ersten Spieltages der Gruppe B endete mit einem 3:1-Sieg für die Chilenen gegen die „Socceroos“ aus Australien.
Die Begegnung gegen Australien sicherte den Niederländern den Achtelfinaleinzug. Zunächst erzielte Robben in der 20. Minute die Führung, welche eine Minute später von Tim Cahill egalisiert wurde. Anfang der zweiten Hälfte lagen die Australier zwischenzeitlich durch einen von Jedinak verwandelten Handelfmeter vorne. Van Persie und Memphis Depay erzielten jedoch mit Treffern für die Niederlande den 3:2-Endstand. Im darauffolgenden Spiel nutzten die Spanier ihre Chancen zur Führung nicht, und die Chilenen Vargas und Aranguiz erzielten den 2:0-Halbzeitstand, der auch in der zweiten Spielhälfte Bestand behielt. Damit schied der Titelverteidiger bereits in der Gruppenphase aus.
Während die Niederländer gegen die Chilenen den Gruppensieg perfekt machten, verabschiedeten sich die Spanier mit einem Sieg gegen Australien von dieser WM.

### Gruppe C
| Pl. | Land           | Sp. | S | U | N | Tore    | Diff. | Punkte |
| --- | -------------- | --- | - | - | - | ------- | ----- | ------ |
| 1.  | Kolumbien      | 3   | 3 | 0 | 0 | 009:200 | +7    | 09     |
| 2.  | Griechenland   | 3   | 1 | 1 | 1 | 002:400 | −2    | 04     |
| 3.  | Elfenbeinküste | 3   | 1 | 0 | 2 | 004:500 | −1    | 03     |
| 4.  | Japan          | 3   | 0 | 1 | 2 | 002:600 | −4    | 01     |

|                                                                    |   |                |           |
| Sa., 14. Juni 2014 um 13:00 Uhr (18:00 Uhr MESZ) in Belo Horizonte |   |                |           |
| Kolumbien                                                          | – | Griechenland   | 3:0 (1:0) |
| Sa., 14. Juni 2014 um 22:00 Uhr (So., 03:00 Uhr MESZ) in Recife    |   |                |           |
| Elfenbeinküste                                                     | – | Japan          | 2:1 (0:1) |
| Do., 19. Juni 2014 um 13:00 Uhr (18:00 Uhr MESZ) in Brasília       |   |                |           |
| Kolumbien                                                          | – | Elfenbeinküste | 2:1 (0:0) |
| Do., 19. Juni 2014 um 19:00 Uhr (Fr., 00:00 Uhr MESZ) in Natal     |   |                |           |
| Japan                                                              | – | Griechenland   | 0:0       |
| Di., 24. Juni 2014 um 16:00 Uhr (22:00 Uhr MESZ) in Cuiabá         |   |                |           |
| Japan                                                              | – | Kolumbien      | 1:4 (1:1) |
| Di., 24. Juni 2014 um 17:00 Uhr (22:00 Uhr MESZ) in Fortaleza      |   |                |           |
| Griechenland                                                       | – | Elfenbeinküste | 2:1 (1:0) |

Kolumbien ging gegen Griechenland früh durch Armero in Führung. In der zweiten Spielhälfte erhöhten Gutiérrez und Rodríguez auf 3:0 gegen die Südeuropäer. In der Partie Elfenbeinküste gegen Japan schoss Keisuke Honda in der 16. Minute den Führungstreffer. Die ivorische Mannschaft erzielte nach der Einwechslung von Didier Drogba in der 62. Minute durch Bony und Gervinho innerhalb von zwei Minuten die Siegtreffer.
Schon gegen die Elfenbeinküste machte Kolumbien den vorzeitigen Einzug ins Achtelfinale klar. Kolumbien traf in der 64. und der 70. Minute, ehe die Elfenbeinküste drei Minuten später den Anschlusstreffer durch Gervinho erzielte. Die Kolumbianer sicherten sich den 2:1-Sieg und das Achtelfinale, das sie zuletzt bei der Weltmeisterschaft 1990 erreichten. Japan setzte sich nicht gegen die Abwehr von Griechenland durch, obwohl die Japaner ab der 36. Minute in Überzahl spielten. Katsouranis sah die Gelb-Rote Karte, dennoch endete die Partie torlos.
Am letzten Spieltag entschied sich der Kampf um den zweiten Platz in der Gruppe. Während die Japaner der kolumbianischen Vertretung deutlich unterlagen, hielt die Elfenbeinküste bis zur 93. Minute ein 1:1-Unentschieden, welches das Erreichen des Achtelfinales bedeutet hätte. Das Spiel wurde dann aber durch einen Strafstoß in der Nachspielzeit entschieden, so dass die Griechen mit einem Sieg und als einzige Mannschaft mit einer negativen Tordifferenz in die nächste Runde einzogen.

### Gruppe D
| Pl. | Land       | Sp. | S | U | N | Tore    | Diff. | Punkte |
| --- | ---------- | --- | - | - | - | ------- | ----- | ------ |
| 1.  | Costa Rica | 3   | 2 | 1 | 0 | 004:100 | +3    | 07     |
| 2.  | Uruguay    | 3   | 2 | 0 | 1 | 004:400 | ±0    | 06     |
| 3.  | Italien    | 3   | 1 | 0 | 2 | 002:300 | −1    | 03     |
| 4.  | England    | 3   | 0 | 1 | 2 | 002:400 | −2    | 01     |

|                                                                    |   |            |           |
| Sa., 14. Juni 2014 um 16:00 Uhr (21:00 Uhr MESZ) in Fortaleza      |   |            |           |
| Uruguay                                                            | – | Costa Rica | 1:3 (1:0) |
| Sa., 14. Juni 2014 um 18:00 Uhr (So., 00:00 Uhr MESZ) in Manaus    |   |            |           |
| England                                                            | – | Italien    | 1:2 (1:1) |
| Do., 19. Juni 2014 um 16:00 Uhr (21:00 Uhr MESZ) in São Paulo      |   |            |           |
| Uruguay                                                            | – | England    | 2:1 (1:0) |
| Fr., 20. Juni 2014 um 13:00 Uhr (18:00 Uhr MESZ) in Recife         |   |            |           |
| Italien                                                            | – | Costa Rica | 0:1 (0:1) |
| Di., 24. Juni 2014 um 13:00 Uhr (18:00 Uhr MESZ) in Natal          |   |            |           |
| Italien                                                            | – | Uruguay    | 0:1 (0:0) |
| Di., 24. Juni 2014 um 13:00 Uhr (18:00 Uhr MESZ) in Belo Horizonte |   |            |           |
| Costa Rica                                                         | – | England    | 0:0       |

Uruguay ging im ersten Spiel der Gruppe gegen Costa Rica zunächst in der 24. Minute durch einen Elfmeter von Cavani in Führung, musste aber in der 54. Minute durch Campbell den Ausgleichstreffer hinnehmen. Drei Minuten später ging Costa Rica durch Duarte in Führung und erhöhte später durch den gerade eingewechselten Ureña auf den 1:3-Endstand. In der letzten Minute der Nachspielzeit sah Pereira nach einem groben Foulspiel noch die Rote Karte. Im zweiten Spiel des ersten Spieltags gewann Italien gegen England mit 2:1. In einem über weite Strecken defensiv eingestellten Spiel gingen die Italiener in der 35. Minute durch Marchisio in Führung, ehe Sturridge nach einer Flanke von Rooney zwei Minuten später zum Halbzeitstand von 1:1 ausglich. Den Siegtreffer erzielte Balotelli in der 50. Minute.
Der zweite Spieltag begann mit der Partie Uruguay gegen England, die für den Verlierer bereits das Aus bedeuten konnte. In einem zunächst ausgeglichenen Spiel gingen die Südamerikaner in der 39. Minute durch einen Kopfball von Suárez in Führung. Nach der Halbzeitpause wurden die Zweikämpfe intensiver, die Torchancen allerdings seltener. Erst in der 75. Minute erzielte England mit Rooneys erstem WM-Tor den Ausgleich. Knapp zehn Minuten später schoss Suárez zum 2:1-Endstand. Die Costa Ricaner besiegten die Italiener mit 1:0 und zogen somit vorzeitig ins Achtelfinale ein. Das einzige Tor des Spiels köpfte Ruiz kurz vor der Halbzeitpause nach einer Flanke von Díaz. Damit schied England erstmals seit 1958 wieder in der Gruppenphase aus, wobei die Mannschaft 1974, 1978 und 1994 nicht für das Turnier qualifiziert war.
Am letzten Spieltag entschied die Partie Italien gegen Uruguay darüber, wer neben Costa Rica in das Achtelfinale einziehen würde. Italien spielte seit der 59. Minute nach einem umstrittenen Platzverweis von Marchisio nur noch mit 10 Spielern; in der 79. Minute sorgte Suárez mit einem Biss in die Schulter seines Gegenspielers Chiellini für einen Eklat. Suárez wurde nach dem Spiel von der FIFA für neun Pflichtländerspiele gesperrt und zu einem viermonatigen Ausschluss von jeglichen Fußball-Aktivitäten sowie einer Geldstrafe verurteilt.
Uruguays Kapitän Godín sorgte mit seinem Treffer in der 81. Minute zugunsten der Südamerikaner für den 1:0-Endstand. Dadurch schied Italien bereits zum zweiten Mal in Folge nach den Gruppenspielen aus.
Der uruguayische Spieler Luis Suárez biss im Spiel gegen Italien seinem Gegenspieler Giorgio Chiellini bei einem Zweikampf in die Schulter. Die FIFA verhängte dafür vier Monate Fußballverbot und eine Sperre von neun Pflichtspielen. Suárez war zuvor bereits zwei Mal wegen Beißens bestraft worden.
Costa Rica konnte sich mit einem 0:0 gegen England den Gruppensieg sichern.

### Gruppe E
| Pl. | Land       | Sp. | S | U | N | Tore    | Diff. | Punkte |
| --- | ---------- | --- | - | - | - | ------- | ----- | ------ |
| 1.  | Frankreich | 3   | 2 | 1 | 0 | 008:200 | +6    | 07     |
| 2.  | Schweiz    | 3   | 2 | 0 | 1 | 007:600 | +1    | 06     |
| 3.  | Ecuador    | 3   | 1 | 1 | 1 | 003:300 | ±0    | 04     |
| 4.  | Honduras   | 3   | 0 | 0 | 3 | 001:800 | −7    | 0      |

|                                                                    |   |            |           |
| So., 15. Juni 2014 um 13:00 Uhr (18:00 Uhr MESZ) in Brasília       |   |            |           |
| Schweiz                                                            | – | Ecuador    | 2:1 (0:1) |
| So., 15. Juni 2014 um 16:00 Uhr (21:00 Uhr MESZ) in Porto Alegre   |   |            |           |
| Frankreich                                                         | – | Honduras   | 3:0 (1:0) |
| Fr., 20. Juni 2014 um 16:00 Uhr (21:00 Uhr MESZ) in Salvador       |   |            |           |
| Schweiz                                                            | – | Frankreich | 2:5 (0:3) |
| Fr., 20. Juni 2014 um 19:00 Uhr (Sa., 00:00 Uhr MESZ) in Curitiba  |   |            |           |
| Honduras                                                           | – | Ecuador    | 1:2 (1:1) |
| Mi., 25. Juni 2014 um 16:00 Uhr (22:00 Uhr MESZ) in Manaus         |   |            |           |
| Honduras                                                           | – | Schweiz    | 0:3 (0:2) |
| Mi., 25. Juni 2014 um 17:00 Uhr (22:00 Uhr MESZ) in Rio de Janeiro |   |            |           |
| Ecuador                                                            | – | Frankreich | 0:0       |

Im Auftaktspiel dieser WM-Gruppe geriet die Schweiz gegen Ecuador zunächst mit 0:1 in Rückstand, drehte die Partie aber nach der Pause um und feierte durch einen Treffer in der 93. Minute durch Seferovic schließlich einen 2:1-Erfolg. Gleichzeitig setzte sich Frankreich in Porto Alegre gegen Honduras klar mit 3:0 durch, wobei Benzema an allen drei Treffern maßgeblich beteiligt war. Honduras agierte nach dem Ausschluss von Palacios ab der 43. Minute in Unterzahl.
Am zweiten Spieltag trafen mit der Schweiz und Frankreich die beiden Auftaktsieger aufeinander. Bereits zur Pause lagen die Franzosen durch Tore von Giroud, Matuidi und Valbuena mit 3:0 voran. Benzema scheiterte in der 32. Minute mit einem Elfmeter an Benaglio, erhöhte jedoch in der 67. Minute auf 4:0. Nach dem 5:0 durch Sissoko gelangen den Schweizern noch zwei Tore durch Džemaili und Granit Xhaka. Ein weiterer Treffer von Benzema wurde nicht anerkannt, da der Schiedsrichter das Spiel unmittelbar davor bereits abgepfiffen hatte. Im Duell der beiden Verlierer des ersten Spieltages setzte sich Ecuador gegen Honduras nach 0:1-Rückstand mit 2:1 durch. Damit hatte Ecuador noch die Chance, mit einem Sieg im letzten Spiel gegen Frankreich den Achtelfinaleinzug zu realisieren.
Es reichte aber nur zu einem 0:0, was den Franzosen den Gruppensieg sicherte. Zur gleichen Zeit fixierte die Schweiz mit einem 3:0-Sieg über Honduras Platz zwei und erreichte damit ebenfalls das Achtelfinale. Xherdan Shaqiri erzielte alle drei Tore für die Schweizer.
Ecuador scheiterte als einzige Mannschaft Südamerikas in der Vorrunde. Honduras blieb punktelos und schied als einzige Mannschaft aus Nord- und Mittelamerika vorzeitig aus.

### Gruppe F
| Pl. | Land                    | Sp. | S | U | N | Tore    | Diff. | Punkte |
| --- | ----------------------- | --- | - | - | - | ------- | ----- | ------ |
| 1.  | Argentinien             | 3   | 3 | 0 | 0 | 006:300 | +3    | 09     |
| 2.  | Nigeria                 | 3   | 1 | 1 | 1 | 003:300 | ±0    | 04     |
| 3.  | Bosnien und Herzegowina | 3   | 1 | 0 | 2 | 004:400 | ±0    | 03     |
| 4.  | Iran                    | 3   | 0 | 1 | 2 | 001:400 | −3    | 01     |

|                                                                         |   |                         |           |
| So., 15. Juni 2014 um 19:00 Uhr (Mo., 00:00 Uhr MESZ) in Rio de Janeiro |   |                         |           |
| Argentinien                                                             | – | Bosnien und Herzegowina | 2:1 (1:0) |
| Mo., 16. Juni 2014 um 16:00 Uhr (21:00 Uhr MESZ) in Curitiba            |   |                         |           |
| Iran                                                                    | – | Nigeria                 | 0:0       |
| Sa., 21. Juni 2014 um 13:00 Uhr (18:00 Uhr MESZ) in Belo Horizonte      |   |                         |           |
| Argentinien                                                             | – | Iran                    | 1:0 (0:0) |
| Sa., 21. Juni 2014 um 18:00 Uhr (So., 00:00 Uhr MESZ) in Cuiabá         |   |                         |           |
| Nigeria                                                                 | – | Bosnien und Herzegowina | 1:0 (1:0) |
| Mi., 25. Juni 2014 um 13:00 Uhr (18:00 Uhr MESZ) in Porto Alegre        |   |                         |           |
| Nigeria                                                                 | – | Argentinien             | 2:3 (1:2) |
| Mi., 25. Juni 2014 um 13:00 Uhr (18:00 Uhr MESZ) in Salvador            |   |                         |           |
| Bosnien und Herzegowina                                                 | – | Iran                    | 3:1 (1:0) |

Augenscheinlich eine klare Angelegenheit, erwies sich das erste Spiel der WM-Gruppe F zwischen Argentinien und Bosnien und Herzegowina als überraschend spannend. Maßgebliche Hilfe zum 2:1-Sieg für Argentinien leistete dabei Kolašinac bereits in der 3. Minute durch ein unglückliches Eigentor. Nach der Pause bestimmten dann die Südamerikaner das Spiel und in der 65. Minute erhöhte Weltfußballer Lionel Messi schließlich zum 2:0. Brenzlig wurde es nochmal in der 85. Minute, als Ibišević mit einem Linksschuss der Anschlusstreffer gelang.
In einem der schwächsten Spiele der gesamten Weltmeisterschaft konnten weder der Iran noch Nigeria überzeugen. Die defensive Ausrichtung beider Teams und kaum nennenswerte Akzente führten am Ende zu einem torlosen Unentschieden und einem Pfeifkonzert der enttäuschten Zuschauer.
Auch am 2. Spieltag tat sich Gruppenfavorit Argentinien sichtlich schwer. Erst kurz vor Schluss gelang es Messi, das Bollwerk der Iraner zu durchbrechen, und er bescherte seinem Team einen knappen 1:0-Sieg.
Gegen Bosnien-Herzegowina zeigten sich die Nigerianer indes als überlegene Mannschaft und so gelang es Peter Odemwingie in der 29. Minute, den Ball durch die Beine des Torhüters hindurch zum 1:0-Siegtreffer zu schieben.
Dank des 3:1 zwischen Bosnien-Herzegowina und dem Iran konnte sich am 3. Spieltag neben dem Gruppensieger Argentinien auch dessen Gegner Nigeria über den Einzug ins Achtelfinale freuen, trotz einer knappen 2:3-Niederlage.

### Gruppe G
| Pl. | Land        | Sp. | S | U | N | Tore    | Diff. | Punkte |
| --- | ----------- | --- | - | - | - | ------- | ----- | ------ |
| 1.  | Deutschland | 3   | 2 | 1 | 0 | 007:200 | +5    | 07     |
| 2.  | USA         | 3   | 1 | 1 | 1 | 004:400 | ±0    | 04     |
| 3.  | Portugal    | 3   | 1 | 1 | 1 | 004:700 | −3    | 04     |
| 4.  | Ghana       | 3   | 0 | 1 | 2 | 004:600 | −2    | 01     |

|                                                                                 |   |             |           |
| Mo., 16. Juni 2014 um 13:00 Uhr (18:00 Uhr MESZ) in Salvador                    |   |             |           |
| Deutschland                                                                     | – | Portugal    | 4:0 (3:0) |
| Mo., 16. Juni 2014 um 19:00 Uhr (Di., 00:00 Uhr MESZ) in Natal                  |   |             |           |
| Ghana                                                                           | – | USA         | 1:2 (0:1) |
| Sa., 21. Juni 2014 um 16:00 Uhr (21:00 Uhr MESZ) in Fortaleza                   |   |             |           |
| Deutschland                                                                     | – | Ghana       | 2:2 (0:0) |
| So., 22. Juni 2014 um 18:00 Uhr (Mo., 00:00 Uhr MESZ) in Manaus                 |   |             |           |
| USA                                                                             | – | Portugal    | 2:2 (0:1) |
| Do., 26. Juni 2014 um 13:00 Uhr (18:00 Uhr MESZ) in Recife                      |   |             |           |
| USA                                                                             | – | Deutschland | 0:1 (0:0) |
| Do., 26. Juni 2014 um 13:00 Uhr (18:00 Uhr MESZ) in Brasília (Estàdio Nacional) |   |             |           |
| Portugal                                                                        | – | Ghana       | 2:1 (1:0) |

Deutschland setzte sich im ersten Spiel der Gruppe G klar gegen Portugal durch. In der 37. Minute erhielt Pepe einen Platzverweis nach einem Kopfstoß gegen Thomas Müller, der drei Tore erzielte, davon eines durch Elfmeter. Das 2:0 schoss Mats Hummels. Damit gewann Deutschland zum achten Mal und zum vierten Mal in Folge das Auftaktspiel bei einer WM mit mindestens vier Toren. Die USA besiegten anschließend Ghana mit 2:1. Die Nordamerikaner gingen bereits in der ersten Minute durch ein Tor von Clint Dempsey in Führung. Kurz vor Schluss glichen die Ghanaer durch André Ayew aus. Lediglich vier Minuten später erzielte John Brooks den Siegtreffer für die USA.
Das zweite Spiel der deutschen Mannschaft gegen konditionell starke Ghanaer war von einer großen Zahl von Torchancen auf beiden Seiten sowie einigen Abwehrfehlern der deutschen Mannschaft geprägt und endete 2:2. Mario Götze brachte Deutschland nach der Halbzeitpause in Führung. Ghana drehte das Spiel jedoch im weiteren Verlauf durch Tore von André Ayew und Asamoah Gyan. Miroslav Klose rettete durch sein Tor in der 71. Spielminute noch einen Punkt für die DFB-Auswahl. Mit seinem 15. WM-Tor zog er dabei mit dem bisherigen Rekordtorschützen Ronaldo (Brasilien) gleich. Das Spiel zwischen den USA und Portugal endete ebenfalls 2:2. Durch ein Tor von Nani gingen die Südeuropäer früh in Führung. In der zweiten Halbzeit gelang es den USA jedoch, das Spiel zu drehen. Jermaine Jones und Clint Dempsey schossen die beiden Tore. In der letzten Minute der Nachspielzeit erzielte Silvestre Varela dann allerdings noch das 2:2 für Portugal.
Im letzten deutschen Gruppenspiel gegen die USA kam es zum Duell zwischen Joachim Löw und seinem Vorgänger Jürgen Klinsmann. Ein Unentschieden hätte Deutschland zum Gruppensieg gereicht, für die USA hätte es den sicheren zweiten Platz bedeutet. In einigen Medien wurde diese Situation mit dem Nichtangriffspakt von Gijón verglichen. Deutschland gewann schließlich 1:0 gegen die USA, die dennoch als Gruppenzweiter das Achtelfinale erreichten. Den Siegtreffer erzielte Thomas Müller. Im letzten Spiel der Gruppe G gelang Portugal ein letztlich wertloser 2:1-Sieg gegen Ghana. Die Auswahlmannschaft des portugiesischen Verbandes profitierte dabei von einem Eigentor durch John Boye in der ersten Halbzeit. Nach dem zwischenzeitlichen Ausgleich von Asamoah Gyan schoss Weltfußballer Cristiano Ronaldo in der Schlussphase mit seinem 50. Länderspieltor den 2:1-Endstand. Aufgrund der schlechteren Tordifferenz im Vergleich zur US-amerikanischen Mannschaft schied Portugal aus.

### Gruppe H
| Pl. | Land     | Sp. | S | U | N | Tore    | Diff. | Punkte |
| --- | -------- | --- | - | - | - | ------- | ----- | ------ |
| 1.  | Belgien  | 3   | 3 | 0 | 0 | 004:100 | +3    | 09     |
| 2.  | Algerien | 3   | 1 | 1 | 1 | 006:500 | +1    | 04     |
| 3.  | Russland | 3   | 0 | 2 | 1 | 002:300 | −1    | 02     |
| 4.  | Südkorea | 3   | 0 | 1 | 2 | 003:600 | −3    | 01     |

|                                                                    |   |          |           |
| Di., 17. Juni 2014 um 13:00 Uhr (18:00 Uhr MESZ) in Belo Horizonte |   |          |           |
| Belgien                                                            | – | Algerien | 2:1 (0:1) |
| Di., 17. Juni 2014 um 18:00 Uhr (Mi., 00:00 Uhr MESZ) in Cuiabá    |   |          |           |
| Russland                                                           | – | Südkorea | 1:1 (0:0) |
| So., 22. Juni 2014 um 13:00 Uhr (18:00 Uhr MESZ) in Rio de Janeiro |   |          |           |
| Belgien                                                            | – | Russland | 1:0 (0:0) |
| So., 22. Juni 2014 um 16:00 Uhr (21:00 Uhr MESZ) in Porto Alegre   |   |          |           |
| Südkorea                                                           | – | Algerien | 2:4 (0:3) |
| Do., 26. Juni 2014 um 17:00 Uhr (22:00 Uhr MESZ) in São Paulo      |   |          |           |
| Südkorea                                                           | – | Belgien  | 0:1 (0:0) |
| Do., 26. Juni 2014 um 17:00 Uhr (22:00 Uhr MESZ) in Curitiba       |   |          |           |
| Algerien                                                           | – | Russland | 1:1 (0:1) |

Lange Zeit sah es im Auftaktspiel der WM-Gruppe H zwischen Belgien und Algerien nach einer Überraschung aus. Dank eines durch Feghouli verwandelten Foulelfmeters lag Algerien gegen den Favoriten Belgien nach 25 Minuten in Führung. Erst in der 70. Minute brachte der frisch eingewechselte Marouane Fellaini sein Team durch einen Kopfball zurück ins Spiel. Davon beflügelt erhöhten die Belgier nun weiter den Druck. Nur 10 Minuten nach dem Ausgleich gelang Mertens schließlich das entscheidende 2:1.
In der zweiten Partie setzten sowohl Russland, als auch Südkorea auf eine defensive Taktik. Entsprechend ereignislos verlief das Spiel und endete durch den Treffer von Keun-Ho Lee in der 68. und das Gegentor von Kerzhakov in der 74. Minute 1:1 unentschieden.
Auch gegen Russland konnte Belgiens Trainer Marc Wilmots sein Gespür für Impulse gebende Auswechselungen unter Beweis stellen. Nach einer schwachen 1. Halbzeit wurde in der 57. Minute Stürmer Divock Origi eingewechselt, der in der 88. Minute den 1:0-Siegtreffer erzielte.
Südkorea zeigte sich gegen Algerien chancenlos. Der 3:0-Rückstand zur Halbzeit war nicht mehr aufzuholen und am Ende trennten sich beide Teams 4:2.
Im letzten Spiel der Vorrunde sicherte sich Belgien im Schongang mit einem 1:0 gegen Südkorea den Gruppensieg, während Algerien dank eines 1:1 gegen Russland zum ersten Mal der Einzug ins Achtelfinale gelang.

## Finalrunde

### Überblick
Die erste Zeitangabe ist jeweils brasilianische Ortszeit UTC−3. In Klammern ist die MESZ angegeben.

|  | Achtelfinale     | Achtelfinale |             |             | Viertelfinale    | Viertelfinale |  |  | Halbfinale | Halbfinale |  |  | Finale | Finale |
|  |                  |              |             |             |                  |               |  |  |            |            |  |  |        |        |
|  |                  |              |             |             |                  |               |  |  |            |            |  |  |        |        |
|  | A1: Brasilien    | 21 (3)2      |             |             |                  |               |  |  |            |            |  |  |        |        |
|  | A1: Brasilien    | 21 (3)2      |             |             |                  |               |  |  |            |            |  |  |        |        |
|  | B2: Chile        | 1 (2)        |             |             |                  |               |  |  |            |            |  |  |        |        |
|  | B2: Chile        | 1 (2)        | Brasilien   | 2           |                  |               |  |  |            |            |  |  |        |        |
|  |                  |              | Brasilien   | 2           |                  |               |  |  |            |            |  |  |        |        |
|  |                  | Kolumbien    | 1           |             |                  |               |  |  |            |            |  |  |        |        |
|  | C1: Kolumbien    | Kolumbien    | 1           | 2           |                  |               |  |  |            |            |  |  |        |        |
|  | C1: Kolumbien    |              |             | 2           |                  |               |  |  |            |            |  |  |        |        |
|  | D2: Uruguay      | 0            |             |             |                  |               |  |  |            |            |  |  |        |        |
|  | D2: Uruguay      | 0            | Brasilien   | 1           |                  |               |  |  |            |            |  |  |        |        |
|  |                  |              | Brasilien   | 1           |                  |               |  |  |            |            |  |  |        |        |
|  |                  | Deutschland  | 7           |             |                  |               |  |  |            |            |  |  |        |        |
|  | E1: Frankreich   | Deutschland  | 7           | 2           |                  |               |  |  |            |            |  |  |        |        |
|  | E1: Frankreich   |              |             | 2           |                  |               |  |  |            |            |  |  |        |        |
|  | F2: Nigeria      | 0            |             |             |                  |               |  |  |            |            |  |  |        |        |
|  | F2: Nigeria      | 0            | Frankreich  | 0           |                  |               |  |  |            |            |  |  |        |        |
|  |                  |              | Frankreich  | 0           |                  |               |  |  |            |            |  |  |        |        |
|  |                  | Deutschland  | 1           |             |                  |               |  |  |            |            |  |  |        |        |
|  | G1: Deutschland  | Deutschland  | 1           | 121         |                  |               |  |  |            |            |  |  |        |        |
|  | G1: Deutschland  |              |             | 121         |                  |               |  |  |            |            |  |  |        |        |
|  | H2: Algerien     | 1            |             |             |                  |               |  |  |            |            |  |  |        |        |
|  | H2: Algerien     | 1            | Deutschland | 1           |                  |               |  |  |            |            |  |  |        |        |
|  |                  |              | Deutschland | 1           |                  |               |  |  |            |            |  |  |        |        |
|  |                  | Argentinien  | 0           |             |                  |               |  |  |            |            |  |  |        |        |
|  | B1: Niederlande  | Argentinien  | 0           | 2           |                  |               |  |  |            |            |  |  |        |        |
|  | B1: Niederlande  |              |             | 2           |                  |               |  |  |            |            |  |  |        |        |
|  | A2: Mexiko       | 1            |             |             |                  |               |  |  |            |            |  |  |        |        |
|  | A2: Mexiko       | 1            | Niederlande | 20 (4)2     |                  |               |  |  |            |            |  |  |        |        |
|  |                  |              | Niederlande | 20 (4)2     |                  |               |  |  |            |            |  |  |        |        |
|  |                  | Costa Rica   | 0 (3)       |             |                  |               |  |  |            |            |  |  |        |        |
|  | D1: Costa Rica   | Costa Rica   | 0 (3)       | 21 (5)2     |                  |               |  |  |            |            |  |  |        |        |
|  | D1: Costa Rica   |              |             | 21 (5)2     |                  |               |  |  |            |            |  |  |        |        |
|  | C2: Griechenland | 1 (3)        |             |             |                  |               |  |  |            |            |  |  |        |        |
|  | C2: Griechenland | 1 (3)        | Niederlande | 0 (2)       |                  |               |  |  |            |            |  |  |        |        |
|  |                  |              | Niederlande | 0 (2)       |                  |               |  |  |            |            |  |  |        |        |
|  |                  | Argentinien  | 20 (4)2     |             |                  |               |  |  |            |            |  |  |        |        |
|  | F1: Argentinien  | Argentinien  | 20 (4)2     | 1           |                  |               |  |  |            |            |  |  |        |        |
|  | F1: Argentinien  |              |             | 1           |                  |               |  |  |            |            |  |  |        |        |
|  | E2: Schweiz      | 0            |             |             |                  |               |  |  |            |            |  |  |        |        |
|  | E2: Schweiz      | 0            | Argentinien | 1           |                  |               |  |  |            |            |  |  |        |        |
|  |                  |              | Argentinien | 1           | Spiel um Platz 3 |               |  |  |            |            |  |  |        |        |
|  |                  | Belgien      | 0           |             |                  |               |  |  |            |            |  |  |        |        |
|  | H1: Belgien      | Belgien      | 0           | 121         | Brasilien        | 0             |  |  |            |            |  |  |        |        |
|  | H1: Belgien      |              |             | 121         | Brasilien        | 0             |  |  |            |            |  |  |        |        |
|  | G2: USA          | 1            |             | Niederlande | 3                |               |  |  |            |            |  |  |        |        |

1 Sieg nach Verlängerung

2 Sieg im Elfmeterschießen

### Achtelfinale
|                                                                                      |   |              |                                 |
| Sa., 28. Juni 2014 um 13:00 Uhr (18:00 Uhr MESZ) in Belo Horizonte (Mineirão)        |   |              |                                 |
| Brasilien                                                                            | – | Chile        | 1:1 n. V. (1:1, 1:1), 3:2 i. E. |
| Sa., 28. Juni 2014 um 17:00 Uhr (22:00 Uhr MESZ) in Rio de Janeiro (Maracanã)        |   |              |                                 |
| Kolumbien                                                                            | – | Uruguay      | 2:0 (1:0)                       |
| So., 29. Juni 2014 um 13:00 Uhr (18:00 Uhr MESZ) in Fortaleza (Castelão)             |   |              |                                 |
| Niederlande                                                                          | – | Mexiko       | 2:1 (0:0)                       |
| So., 29. Juni 2014 um 17:00 Uhr (22:00 Uhr MESZ) in Recife (Arena Pernambuco)        |   |              |                                 |
| Costa Rica                                                                           | – | Griechenland | 1:1 n. V. (1:1, 0:0), 5:3 i. E. |
| Mo., 30. Juni 2014 um 13:00 Uhr (18:00 Uhr MESZ) in Brasília (Estádio Nacional)      |   |              |                                 |
| Frankreich                                                                           | – | Nigeria      | 2:0 (0:0)                       |
| Mo., 30. Juni 2014 um 17:00 Uhr (22:00 Uhr MESZ) in Porto Alegre (Estádio Beira-Rio) |   |              |                                 |
| Deutschland                                                                          | – | Algerien     | 2:1 n. V. (0:0, 0:0)            |
| Di., 1. Juli 2014 um 13:00 Uhr (18:00 Uhr MESZ) in São Paulo (Arena de São Paulo)    |   |              |                                 |
| Argentinien                                                                          | – | Schweiz      | 1:0 n. V. (0:0, 0:0)            |
| Di., 1. Juli 2014 um 17:00 Uhr (22:00 Uhr MESZ) in Salvador (Arena Fonte Nova)       |   |              |                                 |
| Belgien                                                                              | – | USA          | 2:1 n. V. (0:0, 0:0)            |

Verlauf der Spiele:
1. Spiel: Brasilien und Chile spielten eine bis zum Schluss ausgeglichene Partie. Der erste Treffer von David Luiz in der 18. Minute war eigentlich ein Eigentor des Chilenen Gonzalo Jara. In der 32. Minute erzielte Sánchez den Ausgleichstreffer für Chile. Die zweite Halbzeit und die Verlängerung blieben torlos, Brasilien gewann im Elfmeterschießen.
2. Spiel: Kolumbien besiegte die uruguayische Mannschaft, die ohne ihren gesperrten Stürmer Luis Suárez auftrat, durch zwei Tore von James Rodríguez. Damit erreichte Kolumbien zum ersten Mal das Viertelfinale einer Weltmeisterschaft.
3. Spiel: Die Niederländer taten sich schwer gegen stark auftretende Mexikaner, die in der 48. Minute durch Giovani dos Santos in Führung gingen. Erst in der 88. Minute erzielte Wesley Sneijder den Ausgleich. In der Nachspielzeit wurde Robben im Strafraum zu Fall gebracht. Den Elfmeter zum 2:1-Endstand verwandelte Huntelaar. Im Stadion von Fortaleza war es so heiß, dass in der 32. und in der 76. Spielminute erstmals bei einer Fußball-Weltmeisterschaft Abkühlpausen eingelegt wurden.
4. Spiel: Nach der 1:0-Führung durch Bryan Ruiz (52.) und einer Gelb-Roten Karte gegen Óscar Duarte in der 66. Minute stand Costa Rica defensiv gegen Griechenland. In der Nachspielzeit gelang Sokratis der Ausgleich. In der Verlängerung dominierte weiter Griechenland, aber es fiel kein Tor. Im Elfmeterschießen hielt Keylor Navas den Schuss von Theofanis Gekas. Costa Rica zog erstmals in ein WM-Viertelfinale ein.
5. Spiel: Der Torwart Nigerias Vincent Enyeama zeigte wie in den Gruppenspielen tolle Paraden. Paul Pogba erzielte in der 79. Minute das 1:0 für Frankreich nach einem Eckball. In der Nachspielzeit schoss Nigerias Kapitän Joseph Yobo in seinem letzten Länderspiel noch ein Eigentor zum 0:2-Endstand.
6. Spiel: Anfangs dominierte Algerien das Spiel, scheiterte aber mehrmals am deutschen Torwart Manuel Neuer. Später setzte Deutschland die Algerier zunehmend unter Druck, erzielte jedoch gegen die kompakt stehende Abwehr und dank einer guten Leistung von Torwart Raïs M’Bolhi kein Tor, sodass das Spiel in die Verlängerung ging. Hier erzielte der eingewechselte André Schürrle in der 92. Minute das 1:0, Mesut Özil traf in der letzten regulären Spielminute zum 2:0. Eine Minute später gelang Abdelmoumene Djabou noch der Anschlusstreffer zum Endstand 2:1.
7. Spiel: Die Schweiz und Argentinien neutralisierten sich über weite Strecken. Erst kurz vor Ende der Verlängerung (118. Minute) gelang Ángel di María der Treffer zum 1:0. Der darauf folgende Ansturm der Schweizer blieb ohne Tor. Es war das letzte Spiel der Schweizer mit Trainer Ottmar Hitzfeld.
8. Spiel: Auch Belgien und die USA gingen torlos in die Verlängerung. Bei den Belgiern wurde für Divock Origi nun Romelu Lukaku eingewechselt, der kurz darauf in der 92. Minute das 1:0 durch Kevin De Bruyne vorbereitete. In der 105. Minute erzielte Lukaku das 2:0. Für die USA gelang dem ebenfalls kurz vorher eingewechselten Julian Green in einer starken Schlussphase der Anschlusstreffer zum 2:1-Endstand.
Erstmals seit der Einführung des Achtelfinales 1986 setzten sich alle Gruppensieger durch. Damit setzte sich eine Tendenz seit der Fußball-Weltmeisterschaft 2006 fort: Damals gewannen sechs der acht Gruppensieger im Achtelfinale, 2010 waren es sieben von acht. Erstmals gingen fünf der acht Spiele in die Verlängerung.

### Viertelfinale
|                                                                                |   |             |                      |
| Fr., 4. Juli 2014 um 13:00 Uhr (18:00 Uhr MESZ) in Rio de Janeiro (Maracanã)   |   |             |                      |
| Frankreich                                                                     | – | Deutschland | 0:1 (0:1)            |
| Fr., 4. Juli 2014 um 17:00 Uhr (22:00 Uhr MESZ) in Fortaleza (Castelão)        |   |             |                      |
| Brasilien                                                                      | – | Kolumbien   | 2:1 (1:0)            |
| Sa., 5. Juli 2014 um 13:00 Uhr (18:00 Uhr MESZ) in Brasília (Estádio Nacional) |   |             |                      |
| Argentinien                                                                    | – | Belgien     | 1:0 (1:0)            |
| Sa., 5. Juli 2014 um 17:00 Uhr (22:00 Uhr MESZ) in Salvador (Arena Fonte Nova) |   |             |                      |
| Niederlande                                                                    | – | Costa Rica  | 0:0 n. V., 4:3 i. E. |

In den ersten drei Viertelfinalspielen ging der spätere Sieger früh in Führung. Deutschland (Tor in der 13. Minute durch Mats Hummels) und Argentinien (Tor in der 8. Minute durch Gonzalo Higuaín) brachten ihre 1:0-Führung jeweils über die Zeit und kamen eine Runde weiter. Deutschland stand damit zum vierten Mal in Folge im Halbfinale, Argentinien erstmals wieder seit 24 Jahren.
Brasilien führte 1:0 nach einem Tor durch Thiago Silva in der 7. Minute und erhöhte in der zweiten Halbzeit durch einen direkt verwandelten Freistoß von David Luiz auf 2:0. Zum 2:1-Anschlusstreffer traf James Rodríguez, der damit sein sechstes Turniertor erzielte. Brasiliens Mannschaftskapitän Thiago Silva sah seine zweite gelbe Karte im Turnier, nachdem er Kolumbiens Torhüter David Ospina beim Abschlag behindert hatte, und war damit für das Halbfinale gesperrt. Brasiliens Stürmer Neymar erlitt kurz vor Schluss durch ein nicht geahndetes Foul von Juan Zúñiga eine Lendenwirbelfraktur und fiel für den Rest des Turniers aus.
Das letzte Viertelfinalspiel zwischen den Niederlanden und Costa Rica blieb 120 Minuten lang torlos. Trainer Louis van Gaal ersetzte vor dem Elfmeterschießen den niederländischen Torhüter Jasper Cillessen durch Tim Krul. Krul hielt zwei Elfmeter (von Bryan Ruiz und Michael Umaña), während vier Niederländer verwandelten und so den Einzug ins Halbfinale sicherten.

### Halbfinale
|                                                                                   |   |             |                      |
| Di., 8. Juli 2014 um 17:00 Uhr (22:00 Uhr MESZ) in Belo Horizonte (Mineirão)      |   |             |                      |
| Brasilien                                                                         | – | Deutschland | 1:7 (0:5)            |
| Mi., 9. Juli 2014 um 17:00 Uhr (22:00 Uhr MESZ) in São Paulo (Arena de São Paulo) |   |             |                      |
| Niederlande                                                                       | – | Argentinien | 0:0 n. V., 2:4 i. E. |

Im ersten der beiden Halbfinalspiele ging Deutschland nach elf Minuten gegen Brasilien durch Thomas Müller nach einem Eckball von Toni Kroos in Führung. Zwischen der 23. und der 29. Minute erzielte die deutsche Mannschaft vier weitere Tore gegen eine nun desolate brasilianische Abwehr. Nach der Halbzeitpause wurde Brasilien in der Offensive gefährlicher, scheiterte jedoch immer wieder an der deutschen Abwehr mit Torwart Manuel Neuer. Nachdem André Schürrle noch zwei weitere Tore für Deutschland erzielt hatte, überwand Brasilien die deutsche Verteidigung erst in der 90. Minute mit dem Ehrentreffer durch Oscar. Der Endstand von 1:7 ist das höchste Ergebnis, das es jemals in der Runde der letzten vier einer Fußball-Weltmeisterschaft gab, zusammen mit dem 7:1 von Brasilien gegen Schweden bei der Weltmeisterschaft 1950, das allerdings kein Halbfinal-, sondern ein Finalrundenspiel war. Es ist auch die höchste Niederlage eines Gastgebers und zusammen mit dem 0:6 gegen Uruguay im Jahr 1920 die höchste Niederlage Brasiliens überhaupt. Miroslav Klose überholte mit seinem 16. WM-Tor den Brasilianer Ronaldo als erfolgreichsten Torschützen bei Fußball-Weltmeisterschaften, und Deutschland überholte mit nun 223 Treffern bei Weltmeisterschaften den bisherigen Rekordhalter Brasilien. Miroslav Klose wurde in Brasilien zum ersten Spieler, der viermal ein Halbfinale bei einer Fußball-WM bestritten hat.
Der 7:1-Halbfinalsieg der deutschen Fußballnationalmannschaft über Brasilien schlug sich in der Folge in Form von Sprichwörtern und Alltagsausdrücken in der Landessprache nieder. Das 7:1 steht in Brasilien als Metapher für alles, was den Menschen an Negativem widerfährt.
Im zweiten Halbfinale spielten sowohl die Niederlande als auch Argentinien das gesamte Spiel über defensiv und verteidigten erfolgreich. Keine der beiden Mannschaften dominierte das Spiel, und 120 Minuten lang fiel kein Tor. Im Elfmeterschießen wehrte der argentinische Torhüter Romero zwei Schüsse ab.

### Spiel um Platz 3
|                                                                                 |   |             |           |
| Sa., 12. Juli 2014 um 17:00 Uhr (22:00 Uhr MESZ) in Brasília (Estádio Nacional) |   |             |           |
| Brasilien                                                                       | – | Niederlande | 0:3 (0:2) |

Nach dem 1:7 im Halbfinale waren die Brasilianer um Wiedergutmachung bemüht. Doch bereits in der 2. Spielminute stoppte der im Halbfinale gesperrte Kapitän Thiago Silva den Niederländer Robben an der Strafraumgrenze. Obwohl das Foul knapp vor dem Strafraum begangen wurde, entschied der algerische Schiedsrichter Djamel Haimoudi auf Strafstoß. Robin van Persie führte aus und brachte die Niederlande mit 1:0 in Führung. Bei einer regelkonformen Entscheidung hätte der Schiedsrichter Thiago Silva wegen der regelwidrigen Vereitelung einer klaren Torgelegenheit vom Platz stellen und auf Freistoß außerhalb des Strafraumes entscheiden müssen. So aber kassierte der Abwehrspieler seine insgesamt dritte Verwarnung im Turnier und wurde somit zum alleinigen Gelbkönig der WM 2014. In der 17. Minute erhöhten die Niederländer durch Daley Blind nach einer abseitsverdächtigen Position seines Zuspielers Jonathan de Guzmán auf 2:0. Die Brasilianer hielten über das gesamte Spiel hin ihren Druck aufrecht, fanden aber nicht ins Spiel und mussten in der 91. Minute sogar das 0:3 durch Georginio Wijnaldum hinnehmen.

### Finale
| Deutschland                                                              | Deutschland | Argentinien | Argentinien | Aufstellung                               |
| ------------------------------------------------------------------------ | --- | --- | ----------- | ----------------------------------------- |
| Deutschland                                                              | \| Finale \| \| 13. Juli 2014 um 16:00 Uhr (21:00 Uhr MESZ) in Rio de Janeiro (Maracanã) \| \| Ergebnis: 1:0 n. V. \| \| Zuschauer: 74.738 \| \| Schiedsrichter: Nicola Rizzoli ( Italien) \| \| Spielbericht \|                                                        | \| Finale \| \| 13. Juli 2014 um 16:00 Uhr (21:00 Uhr MESZ) in Rio de Janeiro (Maracanã) \| \| Ergebnis: 1:0 n. V. \| \| Zuschauer: 74.738 \| \| Schiedsrichter: Nicola Rizzoli ( Italien) \| \| Spielbericht \|                                                             | Argentinien | Aufstellung Deutschland gegen Argentinien |
| Deutschland                                                              | Manuel Neuer – Philipp Lahm , Jérôme Boateng, Mats Hummels, Benedikt Höwedes – Christoph Kramer (31. André Schürrle), Bastian Schweinsteiger – Thomas Müller, Toni Kroos, Mesut Özil (120. Per Mertesacker) – Miroslav Klose (88. Mario Götze) Cheftrainer: Joachim Löw | Sergio Romero – Pablo Zabaleta, Martín Demichelis, Ezequiel Garay, Marcos Rojo – Enzo Pérez (86. Fernando Gago), Javier Mascherano, Lucas Biglia, Ezequiel Lavezzi (46. Sergio Agüero) – Lionel Messi , Gonzalo Higuaín (78. Rodrigo Palacio) Cheftrainer: Alejandro Sabella | Argentinien | Aufstellung Deutschland gegen Argentinien |
| Deutschland                                                              | 1:0 Götze (113.) | | Argentinien | Aufstellung Deutschland gegen Argentinien |
| Deutschland                                                              | Schweinsteiger (29.), Höwedes (34.) | Mascherano (64.), Agüero (65.) | Argentinien | Aufstellung Deutschland gegen Argentinien |
| Deutschland                                                              | Man of the Match: Götze (Deutschland) | | Argentinien | Aufstellung Deutschland gegen Argentinien |
| Finale                                                                   | | |             |                                           |
| 13. Juli 2014 um 16:00 Uhr (21:00 Uhr MESZ) in Rio de Janeiro (Maracanã) | | |             |                                           |
| Ergebnis: 1:0 n. V.                                                      | | |             |                                           |
| Zuschauer: 74.738                                                        | | |             |                                           |
| Schiedsrichter: Nicola Rizzoli ( Italien)                                | | |             |                                           |
| Spielbericht                                                             | | |             |                                           |

Deutschland und Argentinien trafen zum dritten Mal in einem WM-Finale aufeinander (nach 1986 und 1990). Diesmal galt die deutsche Mannschaft vielen als Favorit. In einem umkämpften Spiel war Deutschland von Anfang an leicht überlegen, hatte mehr Ballbesitz und mehr Torchancen. Aber Argentinien verteidigte stark und konterte immer wieder gefährlich. Eine große Möglichkeit vergab Gonzalo Higuaín in der 20. Spielminute nach einem Rückpassfehler von Toni Kroos, zehn Minuten später wurde Higuaín ein Treffer aus Abseitsposition zu Recht aberkannt. In der 40. Minute klärte Boateng nach einer Hereingabe von Messi für den geschlagenen Neuer vor der eigenen Torlinie, bevor Benedikt Höwedes unmittelbar vor der Halbzeitpause nach einem Eckball per Kopf nur den Pfosten des argentinischen Tores traf. Nach einer halben Stunde wurde André Schürrle für den angeschlagenen Christoph Kramer eingewechselt und in der 88. Minute kam Mario Götze für Miroslav Klose ins Spiel. In der 97. Minute scheiterte Rodrigo Palacio mit einem Lupfer frei vor dem Torwart. Sieben Minuten vor dem Ende der Verlängerung stoppte Götze im freien Lauf eine von links kommende Flanke von Schürrle mit der Brust und erzielte mit dem linken Fuß das Siegtor.

## Beste Torschützen
Die Reihenfolge der Einzelspieler richtet sich nach den Kriterien der FIFA für den „Goldenen Schuh“. Dabei zählen zuerst die erzielten Treffer. Sind diese gleich, entscheidet die Anzahl der Vorlagen. Ist auch diese gleich, wird der Spieler mit den geringeren Einsatzminuten höher bewertet.
| Rang | Spieler                          | Tore | Vorlagen | Spielzeit |
| ---- | -------------------------------- | ---- | -------- | --------- |
| 1    | James Rodríguez „Goldener Schuh“ | 6    | 2        | 399       |
| 2    | Thomas Müller „Silberner Schuh“  | 5    | 3        | 682       |
| 3    | Neymar „Bronzener Schuh“         | 4    | 1        | 457       |
| 4    | Lionel Messi                     | 4    | 1        | 693       |
| 5    | Robin van Persie                 | 4    | 0        | 548       |
| 6    | Karim Benzema                    | 3    | 2        | 450       |
| 7    | André Schürrle                   | 3    | 1        | 244       |
| 8    | Arjen Robben                     | 3    | 1        | 690       |
| 9    | Enner Valencia                   | 3    | 0        | 270       |
| 10   | Xherdan Shaqiri                  | 3    | 0        | 387       |
| 11   | Toni Kroos                       | 2    | 4        | 690       |
| 12   | Abdelmoumene Djabou              | 2    | 1        | 170       |
| 13   | Memphis Depay                    | 2    | 1        | 173       |
| 14   | Ivan Perišić                     | 2    | 1        | 258       |
| 15   | Gervinho                         | 2    | 1        | 263       |
| 16   | Asamoah Gyan                     | 2    | 1        | 270       |
| 17   | Islam Slimani                    | 2    | 1        | 324       |
| 18   | Alexis Sánchez                   | 2    | 1        | 390       |
| 19   | Oscar                            | 2    | 1        | 640       |
| 20   | David Luiz                       | 2    | 1        | 660       |
| 21   | Tim Cahill                       | 2    | 0        | 159       |
| 22   | Wilfried Bony                    | 2    | 0        | 167       |
| 23   | Luis Suárez                      | 2    | 0        | 178       |
| 24   | Mario Mandžukić                  | 2    | 0        | 180       |
| 25   | Jackson Martínez                 | 2    | 0        | 194       |
| 26   | Mario Götze                      | 2    | 0        | 258       |
| 27   | André Ayew                       | 2    | 0        | 261       |
| 28   | Miroslav Klose                   | 2    | 0        | 280       |
| 29   | Ahmed Musa                       | 2    | 0        | 335       |
| 30   | Clint Dempsey                    | 2    | 0        | 387       |
| 31   | Bryan Ruiz                       | 2    | 0        | 494       |
| 32   | Mats Hummels                     | 2    | 0        | 509       |
| …    |                                  |      |          |           |
| 53   | Sami Khedira                     | 1    | 1        | 376       |
| …    |                                  |      |          |           |
| 59   | Mesut Özil                       | 1    | 1        | 655       |
| …    |                                  |      |          |           |
| 65   | Blerim Džemaili                  | 1    | 0        | 54        |
| …    |                                  |      |          |           |
| 75   | Haris Seferović                  | 1    | 0        | 139       |
| …    |                                  |      |          |           |
| 100  | Granit Xhaka                     | 1    | 0        | 323       |
| …    |                                  |      |          |           |
| 103  | Admir Mehmedi                    | 1    | 0        | 337       |

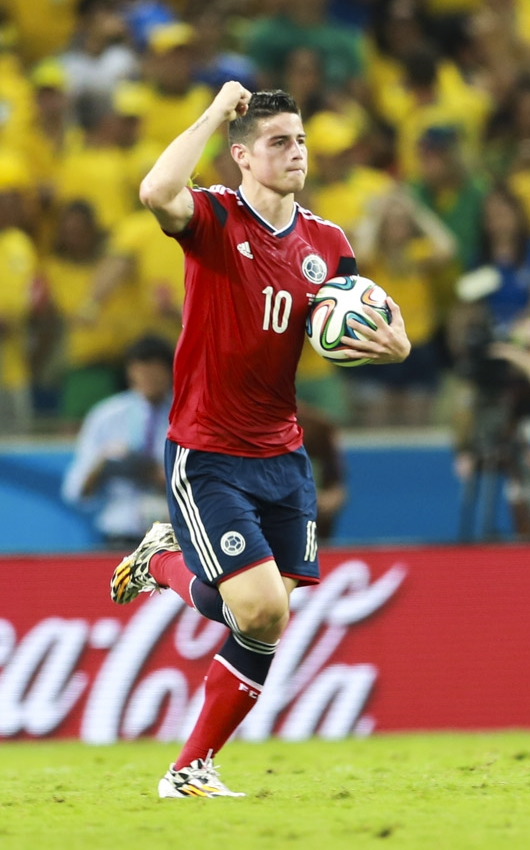
Gewinner des „Goldenen Schuhs“:
James Rodríguez

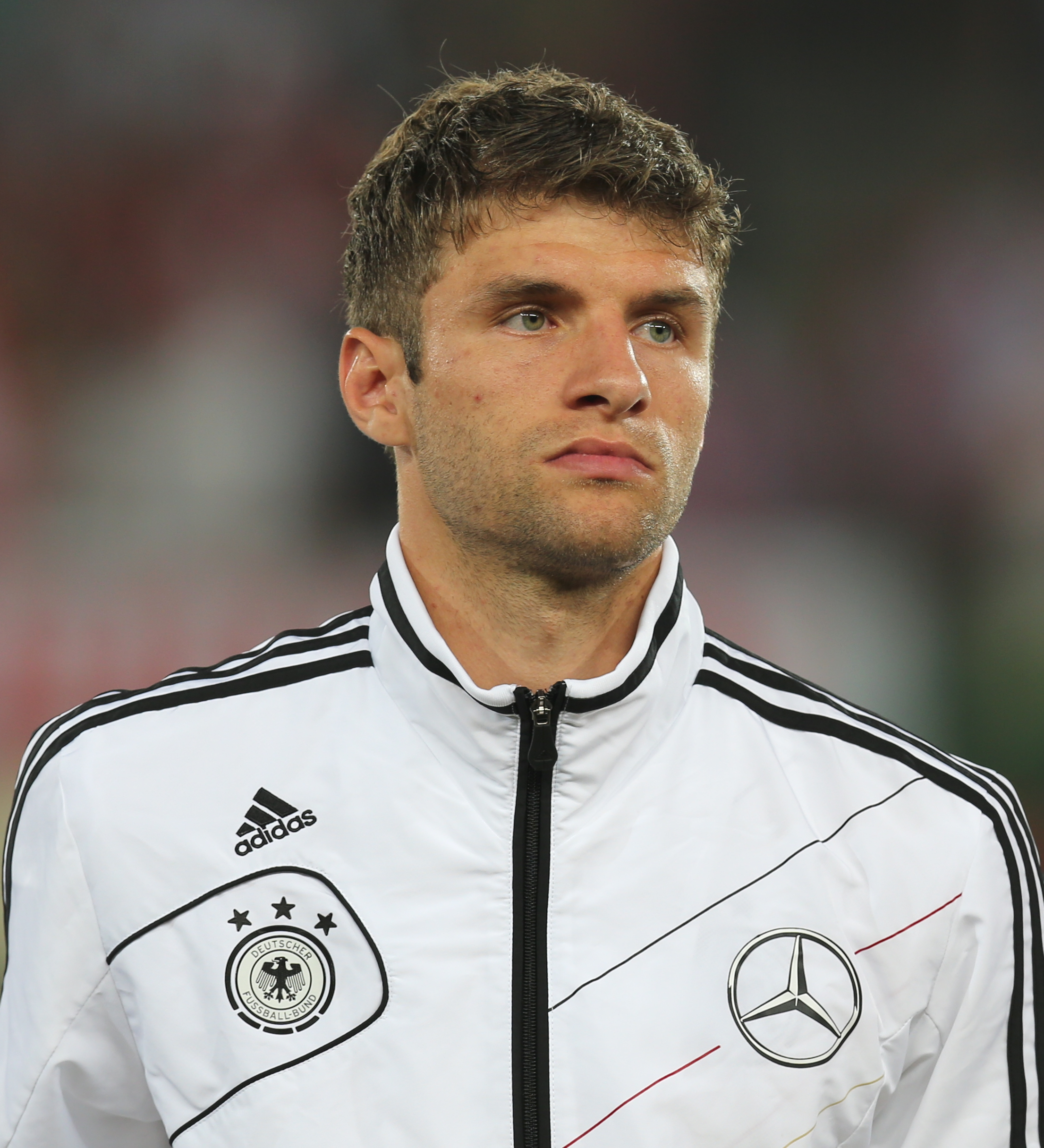
Gewinner des „Silbernen Schuhs“:
Thomas Müller

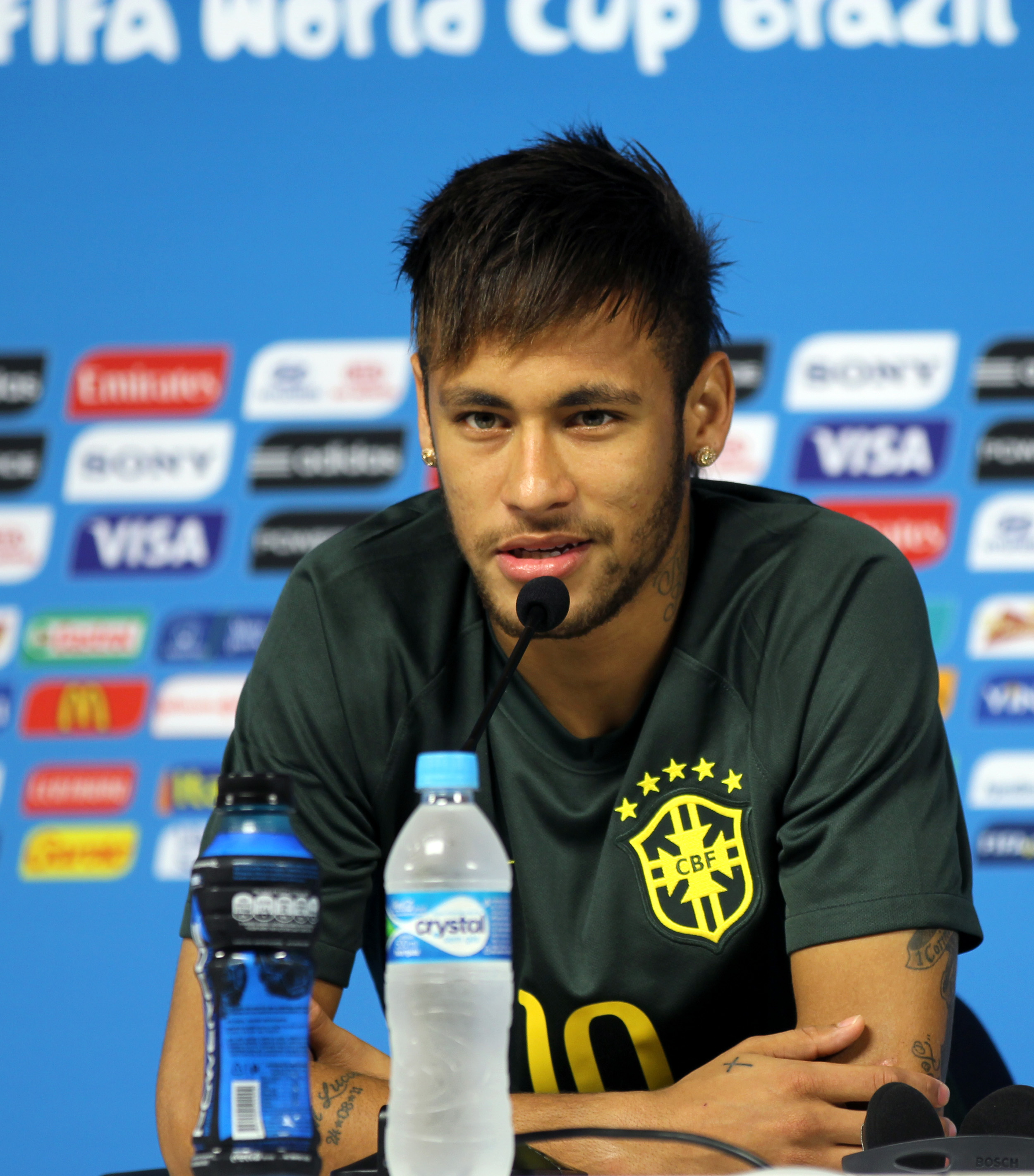
Gewinner des „Bronzenen Schuhs“:
Neymar

Hinzu kommen fünf Eigentore und weitere 78 Spieler mit je einem Treffer.
Torschützenkönig des gesamten Wettbewerbs wurde der Niederländer Robin van Persie mit insgesamt 15 Toren in Qualifikation und Endrunde.

## Auszeichnungen

### Goldener Ball
Lionel Messi wurde von der „technischen Studiengruppe“ der FIFA zum besten Spieler der WM-Endrunde gewählt und erhielt den Goldenen Ball, gefolgt von Thomas Müller (Silberner Ball) und Arjen Robben (Bronzener Ball). Dies wurde im Anschluss von Fußballexperten und Medien gleichermaßen kritisiert.

### Goldener Handschuh

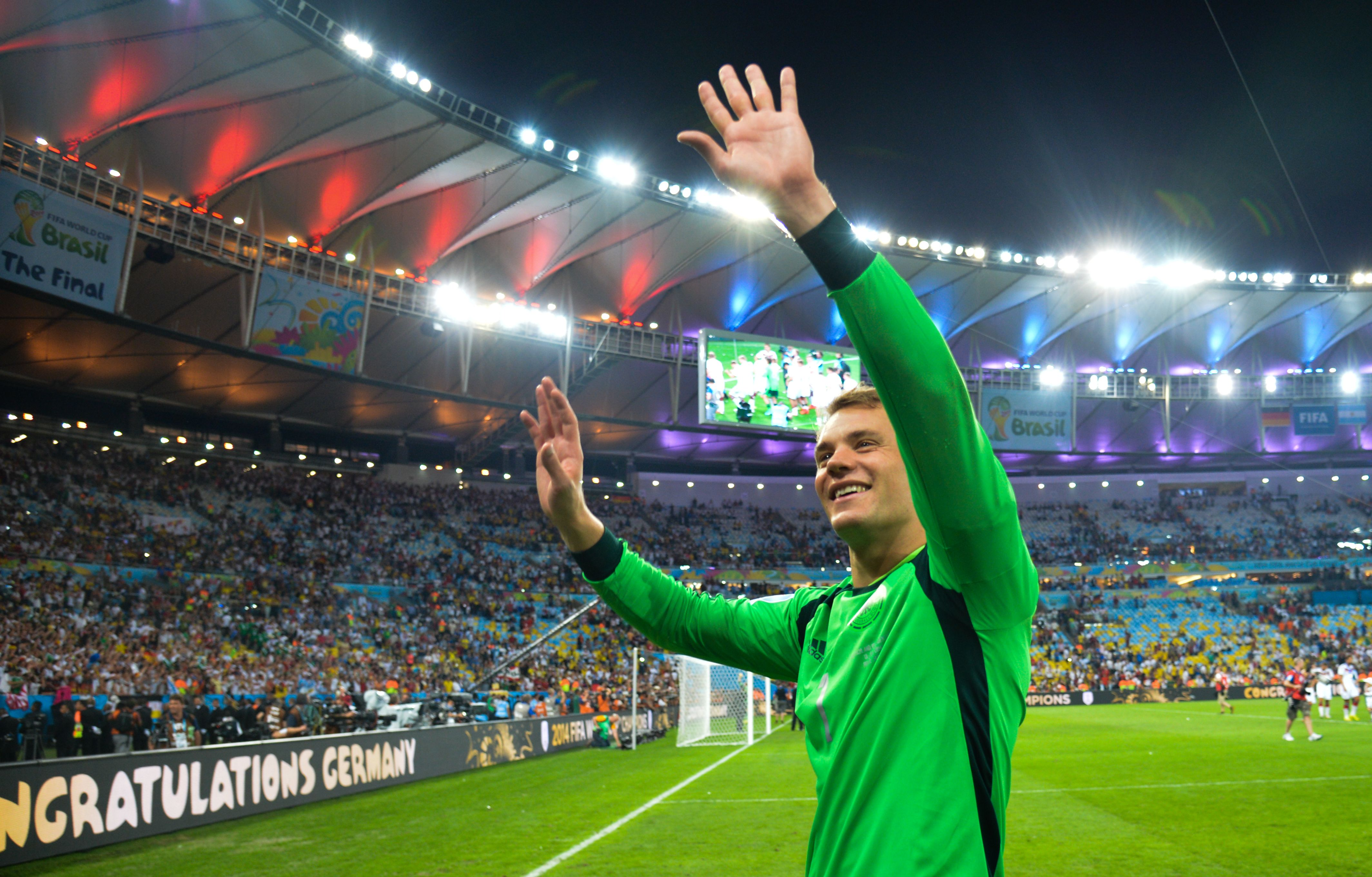
Manuel Neuer wurde als bester Torhüter ausgezeichnet.

Der deutsche Torwart Manuel Neuer wurde von der FIFA zum besten Torhüter des Turniers gewählt.

### Fairplay-Trophäe
Kolumbien wurde in der Fairplay-Wertung des Turniers am besten bewertet und erhielt die Fairplay-Trophäe der FIFA.

### Bester junger Spieler
Der französische Spieler Paul Pogba wurde von der FIFA zum besten Nachwuchsspieler bestimmt.

### Man of the Match
Zum besten Spieler des Endspiels wurde der deutsche Siegtorschütze Mario Götze gewählt. Schon zuvor bei einem Vorrundenspiel wurde Götze zum Man of the Match gewählt. Am meisten (viermal) erhielt Lionel Messi (Argentinien) diese Auszeichnung. Drei Auszeichnungen erhielten James Rodríguez (Kolumbien), Arjen Robben (Niederlande) und Keylor Navas (Costa Rica). Aus dem deutschsprachigen Raum wurden weiterhin Thomas Müller (Deutschland) und Xherdan Shaqiri (Schweiz) jeweils zweimal sowie Mats Hummels und Toni Kroos (beide Deutschland) ausgezeichnet.

### Tor des Turniers
Das 1:0 von James Rodríguez im Achtelfinalspiel Kolumbien gegen Uruguay wurde in einer Internetabstimmung zum schönsten Tor des Turniers gewählt.

## All-Star-Team
Eine offizielle Auswahl und Auszeichnung der FIFA gab es 2014 nicht.
Am 14. Juli 2014 veröffentlichte die FIFA die „Index Top 11“ der Weltmeisterschaft 2014. In diesem Index werden die Spieler aufgrund statistischer Daten zu Zweikämpfen, Passgenauigkeit u. a. bewertet.
| Torhüter     | Abwehr                                               | Mittelfeld                                    | Stürmer                    |
| ------------ | ---------------------------------------------------- | --------------------------------------------- | -------------------------- |
| Manuel Neuer | Marcos Rojo Thiago Silva Mats Hummels Stefan de Vrij | James Rodríguez Philipp Lahm Oscar Toni Kroos | Thomas Müller Arjen Robben |

Durch eine Internet-Abstimmung auf der Internetseite der FIFA bis kurz vor dem Endspiel wurde das sogenannte „Dream Team“ ermittelt.
| Torhüter     | Abwehr                                       | Mittelfeld                                | Stürmer                           | Trainer     |
| ------------ | -------------------------------------------- | ----------------------------------------- | --------------------------------- | ----------- |
| Manuel Neuer | David Luiz Thiago Silva Mats Hummels Marcelo | James Rodríguez Ángel Di María Toni Kroos | Thomas Müller Neymar Lionel Messi | Joachim Löw |

## Auswirkungen auf die Weltrangliste
Deutschland wurde durch die Siege bei der WM-Endrunde (unter anderen gegen die Länder auf Platz 3 bis 5 der Weltrangliste) erstmals seit 1994 wieder alleiniger Weltranglistenführender, während Spanien durch sein schlechtes Abschneiden von Platz 1 auf Platz 8 abrutschte. Nach der WM belegten Teilnehmer der Endrunde die ersten 21 Plätze der Weltrangliste. Mit der Ukraine, die in den Playoffs knapp an Frankreich gescheitert war und im Juni noch auf Platz 16 lag, folgt auf Platz 22 die erste Mannschaft, die sich nicht für die Endrunde qualifiziert hatte.
Sechzehn weitere Endrundenteilnehmer verbesserten sich in der Weltrangliste: Argentinien (+3 auf Platz 2), Niederlande (mit dem größten Punktgewinn von 515 Punkten: +12 auf Platz 3), Kolumbien (+4 auf Platz 4), Belgien (+6 auf Platz 5), Uruguay (+1 auf Platz 6), Frankreich (+7 auf Platz 10), Chile (+2 auf Platz 12), Costa Rica (+12 auf Platz 16, die beste Platzierung seit Bestehen der Weltrangliste), Kroatien (trotz verpassten Achtelfinaleinzugs +1 auf Platz 17), Mexiko (+2 auf Platz 18), Bosnien-Herzegowina (trotz verpassten Achtelfinaleinzugs +2 auf Platz 19), Ecuador (trotz verpassten Achtelfinaleinzugs +5 auf Platz 21), Nigeria (+10 auf Platz 34), Japan (trotz verpassten Achtelfinaleinzugs +1 auf Platz 45, damit zu dem Zeitpunkt bestes asiatisches Team), Kamerun (trotz dreier Niederlagen +3 auf Platz 53) und Südkorea (trotz verpassten Achtelfinaleinzugs +1 auf Platz 56).
Fünfzehn Endrundenteilnehmer haben Plätze verloren: Gastgeber Brasilien (−4 auf Platz 7), Titelverteidiger und Weltranglistenführender Spanien (−7 auf Platz 8), die Schweiz (trotz Achtelfinaleinzugs −3 auf Platz 9), Portugal (−7 auf Platz 11), Griechenland (trotz Achtelfinaleinzugs −1 auf Platz 13), Italien (−5 auf Platz 14), USA (trotz Achtelfinaleinzugs −2 auf Platz 15), England (−10 auf Platz 20), Russland (−4 auf Platz 23), Algerien (trotz Achtelfinaleinzugs −2 auf Platz 24), die Elfenbeinküste (−2 auf Platz 25), Ghana (−1 auf Platz 38), Honduras (−7 auf Platz 40), Iran (−6 auf Platz 49) und Australien (−14 auf Platz 76).
Nach der WM wurden auch die Konföderationsgewichtungen geändert. Die neuen Werte sind nun UEFA (vorher 1,00) 0,99; AFC (vorher 0,86), CAF (vorher 0,86) und CONCACAF (vorher 0,88) 0,85. Unverändert blieben CONMEBOL 1,00 und OFC 0,85. Die neuen Werte wurden erstmals bei der Berechnung im August 2014 verwendet.
Siehe auch: Fußball-Weltmeisterschaft 2014/Statistik: Auswirkungen auf die FIFA-Weltrangliste

## Schiedsrichter
Am 25. Januar 2014 nominierte die FIFA 25 Schiedsrichter plus jeweils zwei Schiedsrichterassistenten. Acht weitere unterstützende Schiedsrichtergespanne (beispielsweise als Vierte Offizielle) ergaben die Gesamtzahl von 99 Unparteiischen aus 43 Ländern, die die Spiele leiteten. Felix Brych war der einzige Schiedsrichter aus einem deutschsprachigen Land. Als Assistenten begleiteten ihn Mark Borsch und Stefan Lupp. Ravshan Ermatov wurde durch seine vier Einsätze der erste Schiedsrichter, der neun WM-Spiele leitete.
| Verband  | Schiedsrichter          | Land               | Assistent 1              | Assistent 2             | Spiele |    |   |   | Anmerkungen             |
| -------- | ----------------------- | ------------------ | ------------------------ | ----------------------- | ------ | -- | - | - | ----------------------- |
| AFC      | Ravshan Ermatov         | Usbekistan         | Abdukhamidullo Rasulov   | Bachadyr Kotschkarow    | 4      | 14 | 0 | 1 | WM-Rekordschiedsrichter |
| AFC      | Yūichi Nishimura        | Japan              | Toru Sagara              | Toshiyuki Nagi          | 1      | 4  | 0 | 0 | Eröffnungsspiel         |
| AFC      | Nawaf Shukralla         | Bahrain            | Yaser Tulefat            | Ebrahim Saleh           | 2      | 7  | 0 | 0 |                         |
| AFC      | Ben Williams            | Australien         | Matthew Cream            | Hakan Anaz              | 3      | 13 | 1 | 1 |                         |
| CAF      | Noumandiez Doué         | Elfenbeinküste     | Songuifolo Yeo           | Jean-Claude Birumushahu | 2      | 5  | 0 | 1 |                         |
| CAF      | Bakary Gassama          | Gambia             | Evarist Menkouande       | Félicien Kabanda        | 1      | 2  | 0 | 0 |                         |
| CAF      | Djamel Haimoudi         | Algerien           | Abdelhak Etchiali        | Redouane Achik          | 4      | 12 | 0 | 0 | Spiel um Platz 3        |
| CONCACAF | Joel Aguilar            | El Salvador        | William Torres           | Juan Zumba              | 2      | 5  | 1 | 0 |                         |
| CONCACAF | Mark Geiger             | Vereinigte Staaten | Mark Hurd                | Joe Fletcher            | 3      | 7  | 0 | 0 |                         |
| CONCACAF | Marco Rodríguez         | Mexiko             | Marvin Torrentera        | Marcos Quintero         | 3      | 7  | 0 | 1 | Halbfinale              |
| CONMEBOL | Néstor Pitana           | Argentinien        | Hernán Maidana           | Juan Pablo Belatti      | 4      | 8  | 0 | 0 |                         |
| CONMEBOL | Sandro Ricci            | Brasilien          | Emerson de Carvalho      | Marcelo van Gasse       | 3      | 8  | 1 | 0 |                         |
| CONMEBOL | Enrique Osses           | Chile              | Carlos Astroza           | Sergio Román            | 2      | 6  | 0 | 0 |                         |
| CONMEBOL | Wilmar Roldán           | Kolumbien          | Humberto Clavijo         | Eduardo Díaz            | 2      | 5  | 0 | 0 |                         |
| CONMEBOL | Carlos Vera             | Ecuador            | Christian Lescano        | Byron Romero            | 2      | 4  | 0 | 0 |                         |
| OFC      | Peter O’Leary           | Neuseeland         | Jan-Hendrik Hintz        | Mark Rule               | 1      | 2  | 0 | 0 |                         |
| UEFA     | Felix Brych             | Deutschland        | Stefan Lupp              | Mark Borsch             | 2      | 6  | 0 | 1 |                         |
| UEFA     | Cüneyt Çakır            | Türkei             | Bahattin Duran           | Tarık Ongun             | 3      | 12 | 0 | 0 | Halbfinale              |
| UEFA     | Jonas Eriksson          | Schweden           | Mathias Klasenius        | Daniel Wärnmark         | 3      | 10 | 0 | 0 |                         |
| UEFA     | Björn Kuipers           | Niederlande        | Sander van Roekel        | Erwin Zeinstra          | 3      | 5  | 0 | 0 |                         |
| UEFA     | Milorad Mažić           | Serbien            | Milovan Ristić           | Dalibor Đurđević        | 2      | 3  | 0 | 1 |                         |
| UEFA     | Pedro Proença           | Portugal           | Bertino Miranda          | Tiago Trigo             | 3      | 6  | 0 | 1 |                         |
| UEFA     | Nicola Rizzoli          | Italien            | Renato Faverani          | Andrea Stefani          | 4      | 13 | 0 | 0 | Finale                  |
| UEFA     | Carlos Velasco Carballo | Spanien            | Roberto Alonso Fernández | Juan Yuste Jiménez      | 3      | 8  | 0 | 0 |                         |
| UEFA     | Howard Webb             | England            | Michael Mullarkey        | Darren Cann             | 2      | 9  | 0 | 0 |                         |

Folgende Schiedsrichter wurden unterstützend eingesetzt:
| - Néant Alioum - Daniel Bennett - Víctor Hugo Carrillo - Walter López - Alireza Faghani - Norbert Hauata - Svein Oddvar Moen - Roberto Moreno |

## Organisation und Umfeld

Salvador begrüßt auf dem Rathausplatz die in Bahia spielenden Nationen.

### Eintrittskarten
Der Verkauf der rund drei Millionen Eintrittskarten für die Spiele verlief in drei Phasen ab dem 20. August 2013. Die meisten Karten verkaufte die FIFA über ihre Internetplattform. Die zweite Phase begann am 8. Dezember 2013 nach der Auslosung der Gruppen zwei Tage zuvor. Restkarten waren in einer dritten Phase ab 15. April 2014 auch in Kartenverkaufszentren in den zwölf Spielorten erhältlich. Die Karten der billigsten Kategorie 4, mindestens 400.000 Tickets, waren den Einwohnern Brasiliens vorbehalten, für die es weitere Vergünstigungen gab.

### Preisgelder
Jeder teilnehmende Verband erhält mindestens 8 Millionen US-Dollar. Der Weltmeister erhält ein Preisgeld von 35 Millionen US-Dollar (25,6 Millionen Euro), der unterlegene Finalist 25 Millionen US-Dollar. Die unterlegenen Halbfinalisten bekommen 20,5 Millionen US-Dollar (15 Millionen Euro), die unterlegenen Viertelfinalisten 14 Millionen US-Dollar. Wer im Achtelfinale ausscheidet, erhält 9 Millionen US-Dollar. Insgesamt 70 Millionen US-Dollar erhalten die Vereine, die Spieler abstellen.
Jeder Nationalspieler der deutschen Nationalmannschaft erhielt vom DFB die Rekordprämie von 300.000 Euro für den Titelgewinn.

### Anstoßzeiten der Spiele und Zeitverschiebung
Fast alle Spiele waren so terminiert, dass die europäischen Fernsehzuschauer die Live-Übertragungen am Abend ansehen konnten. Bei fünf bis sechs Stunden Zeitverschiebung zwischen der Ortszeit in den Spielstätten und der mitteleuropäischen Sommerzeit bedeutete dies, dass viele Spiele trotz der brasilianischen Mittagshitze am frühen Nachmittag oder Vorabend stattfanden. Anstoßzeiten (MESZ):
- Gruppenphase: 18:00 Uhr (18 Spiele), 21:00 Uhr (10 Spiele), 22:00 Uhr (9 Spiele), 00:00 Uhr (10 Spiele), 03:00 Uhr (1 Spiel)
- Achtelfinale: 18:00 Uhr (4 Spiele), 22:00 Uhr (4 Spiele)
- Viertelfinale: 18:00 Uhr (2 Spiele), 22:00 Uhr (2 Spiele)
- Halbfinale und Spiel um Platz 3: 22:00 Uhr (3 Spiele)
- Finale: 21:00 Uhr

### Erweiterung der Stadien und der Infrastruktur
Zum Zeitpunkt der Vergabe der WM an Brasilien entsprach keines der Stadien den FIFA-Anforderungen für Fußball-Weltmeisterschaften und anderen Sicherheitsstandards. Mehrere Stadien wurden daraufhin neu gebaut oder modernisiert. Die Kosten dafür beliefen sich auf mindestens 2,53 Milliarden Euro. Da erst im Juli 2010 mit den Arbeiten an sechs Stadien begonnen wurde, gab es Bedenken hinsichtlich einer rechtzeitigen Fertigstellung.
Ähnliche Bedenken wurden hinsichtlich der Infrastrukturerweiterungen geäußert, die für die erwarteten Besuchermassen erforderlich waren, insbesondere die Kapazitäten der Flughäfen.
Im Rahmen der WM investierte Brasilien für den Um- und Neubau der zwölf Stadien, den Neubau des Flughafens Natal, sowie die Erweiterung der Flughäfen, die innerstädtische Infrastruktur und die Telekommunikation sowie für Hotels und den Sicherheitsbereich rund 10,5 Milliarden Euro.

## Kritik an Organisation und Umfeld

### Spielorte und Stadien
Anlässlich der Probleme und Verzögerungen beim Ausbau der Stadien und der Infrastruktur kritisierte der FIFA-Generalsekretär Jérôme Valcke im März 2012, dass Brasilien mehr daran interessiert sei, die Weltmeisterschaft zu gewinnen als sie vorzubereiten. In einem offiziellen Interview sprach er von einem „Tritt in den Hintern“ der Verantwortlichen, um die geforderten Auflagen durch die FIFA noch rechtzeitig erfüllen zu können.
Kritik wurde auch an den Arbeitsbedingungen auf den Stadionbaustellen geäußert, nachdem mehrere Bauarbeiter ums Leben gekommen waren.
Nach immer neuen Verzugsmeldungen bei der Fertigstellung einzelner WM-Stadien kritisierte der Fifa-Präsident Sepp Blatter noch im April 2014 den Gastgeber Brasilien und warf ihm jahrelange Untätigkeit nach der WM-Vergabe vor. Blatter bemängelte zudem die schlechte Arbeitsorganisation und sah in diesem Zusammenhang auch ein Versagen der beteiligten ausländischen Unternehmen, insbesondere der deutschen und französischen.

#### Curitiba
Die Arbeiten in der Arena da Baixada in Curitiba mussten aufgrund eines richterlichen Beschlusses gestoppt werden. Grund hierfür waren gravierende Sicherheitsrisiken bei den Bauarbeiten. Die zuständige Richterin Lorena Colnago begründete ihre Entscheidung mit unzähligen Verstößen während der verschiedenen Bauphasen. Eine Wiederaufnahme der Bauarbeiten setzte die Beseitigung der bemängelten Sicherheitsrisiken und eine ordnungsgemäße Inspizierung der Baustelle voraus. Wegen des enormen Zeitdrucks verzichteten die Bauherren im August 2013 auf die Errichtung eines ausfahrbaren Daches.

#### Manaus
Die Wahl der Stadt Manaus als Austragungsort war umstritten. Vor allem der Neubau des Stadions stand wegen fehlender Nutzungsmöglichkeiten nach der Fußball-Weltmeisterschaft 2014 in der Kritik, da mit dem São Raimundo Esporte Clube der höchstklassige Fußballverein von Manaus in der Série C, der dritten brasilianischen Liga, spielt. Der Daily Mirror bezeichnete die Stadt im Dschungel zudem als „Höllenloch“, in dem die Kriminalitätsrate außer Kontrolle sei.
Bis Anfang Februar 2014 starben bei den Bauarbeiten an der Arena da Amazônia in Manaus vier Arbeiter, weswegen Beschäftigte die Arbeit niederlegten. Dadurch konnte die Fertigstellung bis Mitte Februar nicht eingehalten werden.

#### São Paulo
Mangels finanzieller Garantien für das Projekt Morumbi-Stadion durch die Stadt São Paulo zum Stichtag 14. Mai 2010 gegenüber dem lokalen Organisationskomitee (LOK) der FIFA und wegen versäumter Fristen für ein weiteres Projekt wurde das bisher Cicero-Pompeu-Toledo genannte Stadion nicht weiter als Austragungsstätte berücksichtigt. Im August 2010 war São Paulo als Austragungsort gesichert, nachdem Pläne für den Neubau eines Stadions im Osten der Stadt durch den Verein Corinthians São Paulo bekannt geworden waren. Dort fand später das Eröffnungsspiel statt. Bei einem schweren Unfall auf der Baustelle der fast fertigen Arena Corinthians am 27. November 2013 kamen durch den Umsturz eines Krans der Kranführer und der Fahrer eines Lastwagens ums Leben, mindestens zwei weitere Personen wurden verletzt, Tribüne, Dach und Großbildschirme wurden beschädigt.

### Sicherheit
2007 wurde die FIFA wegen ihres Umgangs mit warnenden Stimmen zum Thema Sicherheit kritisiert. Ihre Kommunikationspolitik ebenso wie die des WM-Veranstalters wurden bemängelt.

### Zwangsumsiedlungen
Ende 2011 beklagte UN-Berichterstatterin Raquel Rolnik, dass in den WM-Städten zehntausende Familien zwangsumgesiedelt wurden. Anstatt einer partizipativen Planung gebe es so mehr Obdachlose. Die WM-Städte würden „in Spielwiesen für das Großkapital verwandelt.“

### Korruption

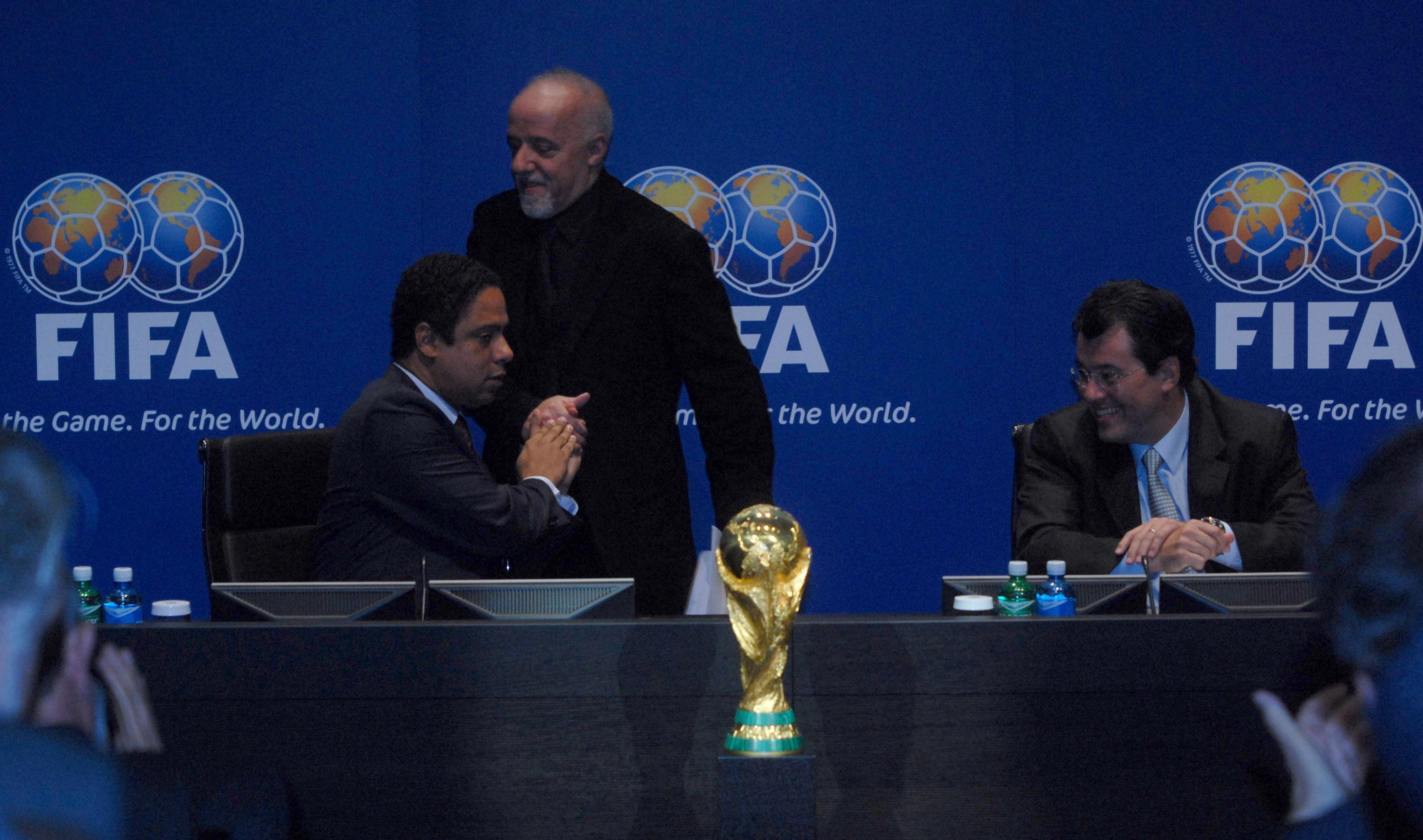
Orlando Silva de Jesus Júnior bei der Bekanntgabe, dass die WM in Brasilien stattfindet.

Der brasilianische Sportminister, Orlando Silva de Jesus Júnior, trat am 26. Oktober 2011 zurück, nachdem ihm die Annahme von Bestechungsgeld im Zusammenhang mit der Fußball-Weltmeisterschaft vorgeworfen worden war.
Während der Weltmeisterschaft wurde der illegale Verkauf von WM-Tickets in größerem Ausmaß aufgedeckt.
Sergio Cabra, der Ex-Gouverneur des Bundesstaats Rio de Janeiro gestand vor Gericht, im Vorfeld der Vergabe neun Stimmen gekauft zu haben.

### Proteste rund um die WM

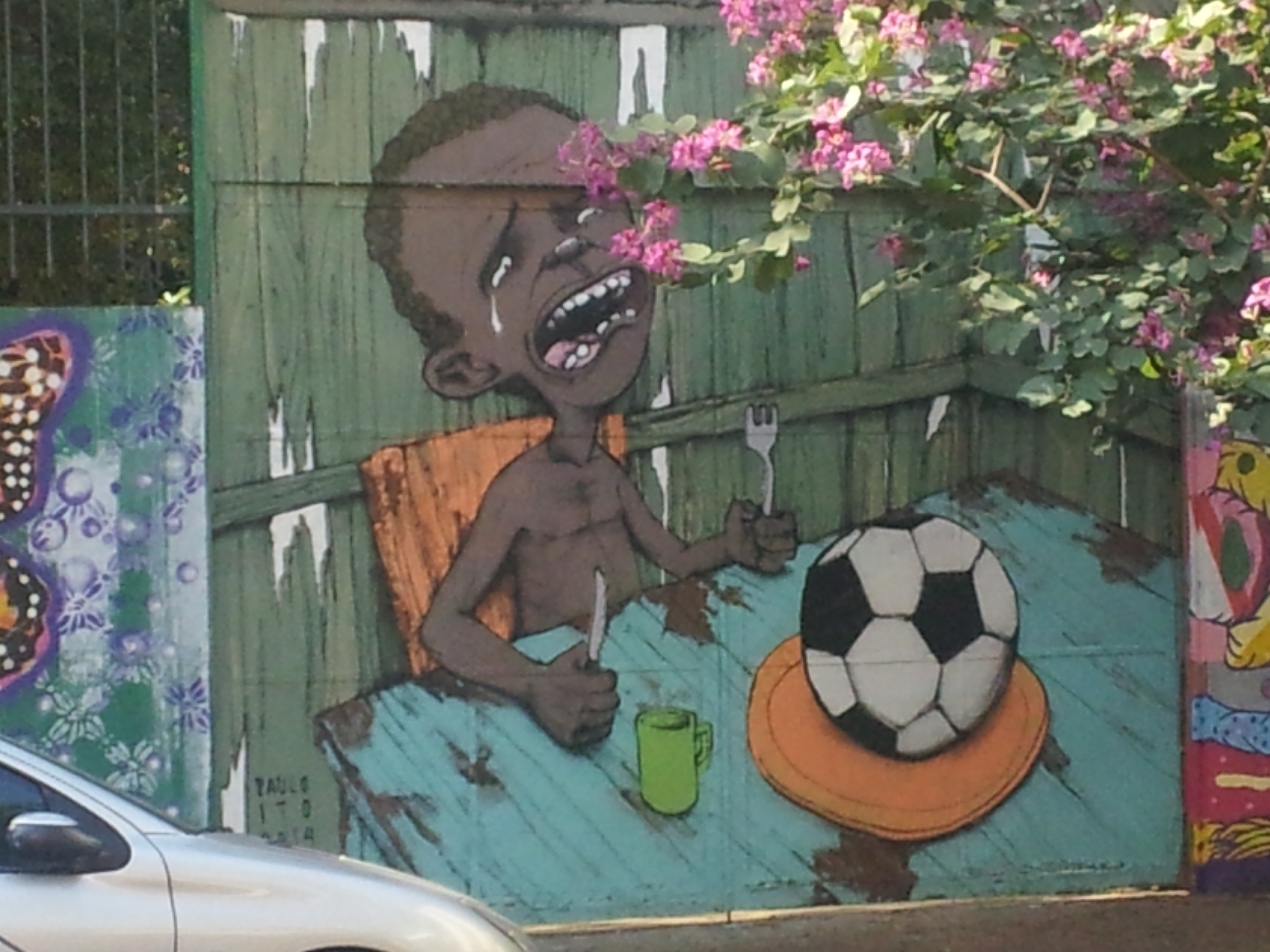
Wandbild gegen den Hunger von Paulo Ito an der Grundschule Escola Municipal de Educação Infantil, Rua Padre Chico 50, São Paulo.

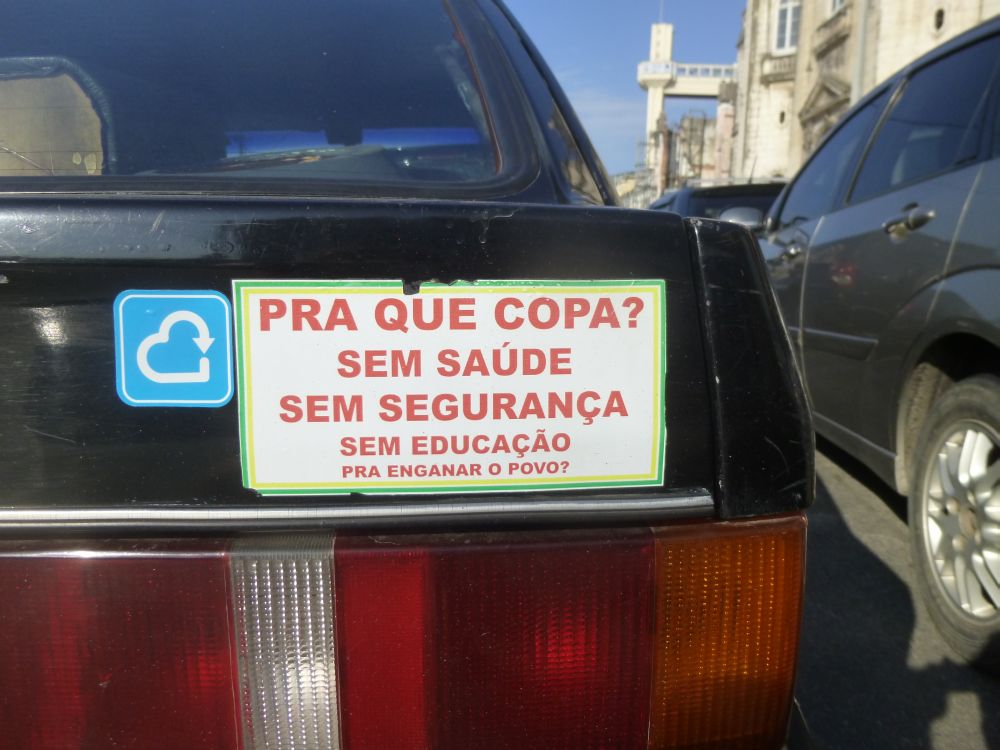
Protest gegen die WM: „Fußball-WM wofür? Ohne Gesundheit, ohne Sicherheit, ohne Erziehung – nur um das Volk für dumm zu verkaufen?“

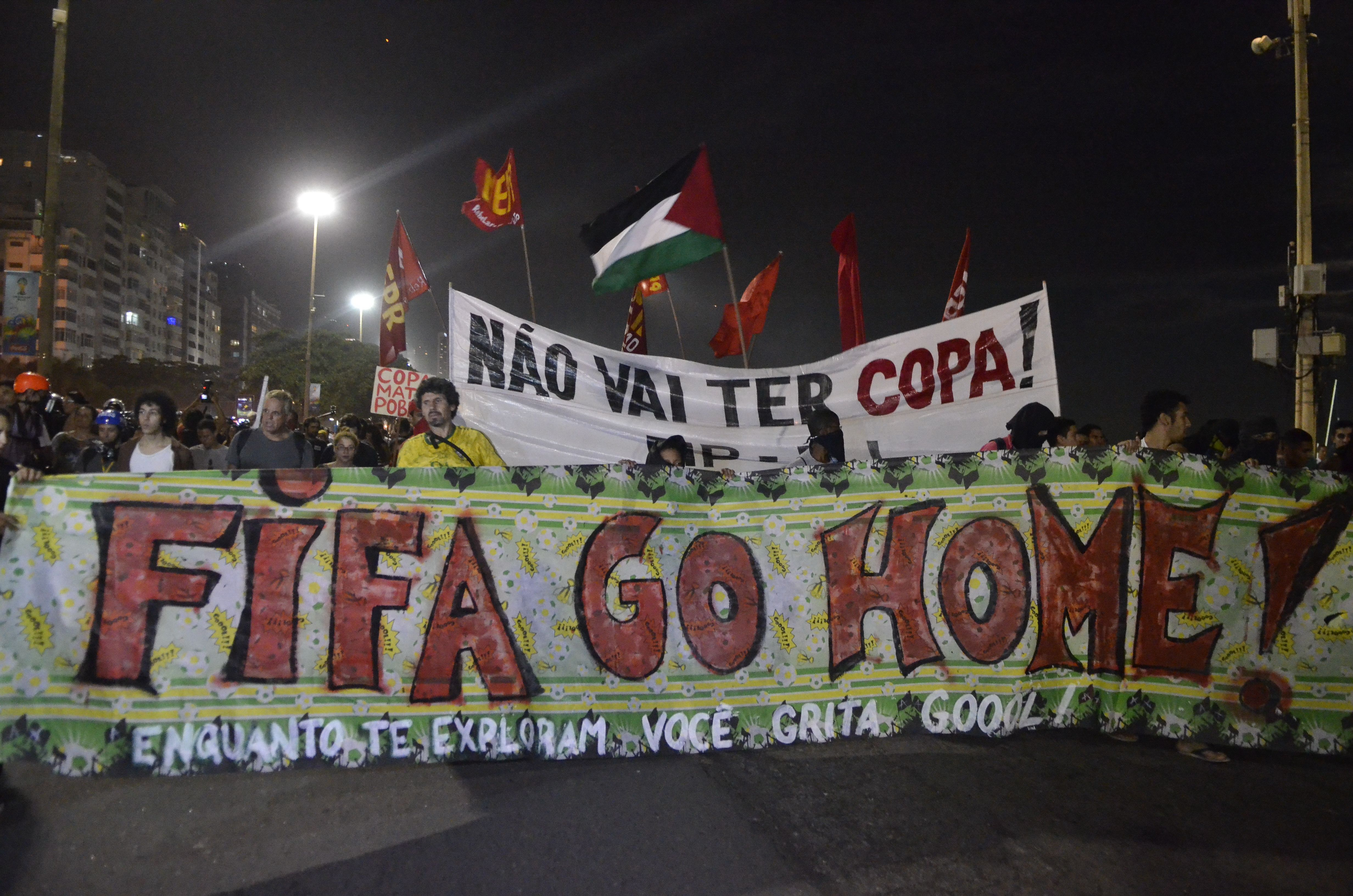
Anti-WM-Demonstration in Copacabana am Eröffnungstag der WM

Bürger, die von Zwangsumsiedlungen und Entrechtung infolge der Auflagen der FIFA betroffen waren bzw. die sich dagegen wehrten, dass der Staat zu Lasten von Ausgaben für Bildung und Gesundheitsvorsorge die WM finanzierte, fanden sich an den Spielorten in WM-Volkskomitees (Comitês Populares da Copa) zusammen. Landesweit sind diese im Netzwerk Articulação Nacional dos Comitês Populares da Copa verbunden, das Menschenrechtsverletzungen bei den WM-Vorbereitungen und Verschwendung öffentlicher Gelder dokumentiert.
Während der Austragung des Konföderationencups im Juni 2013 begannen Proteste gegen hohe Geldausgaben für die WM und die Olympischen Sommerspiele 2016. 200.000 Menschen kamen hierzu am 17. Juni in mehreren Städten zusammen. Die Demonstrationen weiteten sich am 20. Juni auf mehr als hundert Städte aus. Einige berühmte brasilianische Fußballspieler wie Dante und Neymar solidarisierten sich mit den Demonstranten. Später äußerte auch FIFA-Präsident Sepp Blatter ein gewisses Verständnis für die Proteste.
Im Rahmen der Eröffnungsveranstaltung ließen drei Kinder, die die verschiedenen Bevölkerungsgruppen des Landes repräsentierten, kurz vor Anpfiff des Eröffnungsspiels weiße Tauben als Symbol für das friedliche Zusammenleben in die Luft steigen. Gleich danach zog eines der Kinder, Werá vom Volk der Guaraní, ein Protestbanner hervor, um für die Rechte der indigenen Bevölkerung in Brasilien zu protestieren. Davon war in der offiziellen Fernsehübertragung nichts zu sehen. Ein Bild hiervon verbreitete sich aber rasch in sozialen Netzwerken.

### Aufhebung des Alkoholverbots
Enttäuscht war man in Teilen der Gesellschaft, dass die Behörden auf Drängen der FIFA das Alkoholverbot in brasilianischen Stadien für die Zeit der Weltmeisterschaft aussetzten. Der brasilianische Fußballverband hatte 2008 ein Alkoholverbot in Fußballstadien ausgesprochen, um gewalttätige Ausschreitungen zu verhindern.

### Umweltschutz
„Die Bedeutung der Natur und des Umweltschutzes in den Blickpunkt zu rücken“, wird auf der Internetseite des WM-Maskottchens Fuleco als „eines der Hauptanliegen der FIFA Fußball-Weltmeisterschaft Brasilien 2014“ beschrieben. Die FIFA steht hier allerdings in der Kritik, da aus beispielsweise dem Erlös der Vermarktung des Maskottchens kein Geld in Maßnahmen zum Erhalt des vom Aussterben bedrohten Brasilianischen Dreibindengürteltiers fließen soll. Um zumindest ein Schutzgebiet von 1.000 ha Größe für Fulecos echte Artgenossen einzurichten, wurde von brasilianischen Wissenschaftlern der Vorschlag gemacht, für jedes während des Turniers geschossene Tor einen bestimmten Geldbetrag von Seiten der FIFA und der brasilianischen Regierung hierfür zur Verfügung zu stellen.

## Vermarktung

### Spielball, Logo, Slogan und Maskottchen
Der offizielle Spielball der WM 2014 hieß „Brazuca“. Der Name wurde erstmals in einer öffentlichen Internetabstimmung unter drei Vorschlägen gewählt. 70 % der Teilnehmer entschieden sich für diesen Namen, der für das „brasilianische Lebensgefühl“ und für „Emotionen, Stolz und Herzlichkeit“ stehen soll.
Vertreter Brasiliens und der FIFA stellten am 8. Juli 2010 in Johannesburg das offizielle Emblem für die WM vor. Es zeigt drei stilisierte Arme, einen gelben und zwei grüne, die umeinander verschlungen sind, und deren Hände eine Kugel bilden, so dass insgesamt der FIFA-WM-Pokal imitiert wird. Durch blaue und grüne Schrift ergänzt ist das Logo überwiegend in den Farben der brasilianischen Nationalflagge gehalten, nur die rote Jahreszahl sticht hervor.
Das offizielle Maskottchen der WM 2014 hieß „Fuleco“ und stellte ein Brasilianisches Dreibindengürteltier (Tolypeutes tricinctus) mit gelbem Fell und blauem Panzer dar. Die Tierart ist endemisch in Brasilien verbreitet und als gefährdet eingestuft. Bei einer Online-Abstimmung votierten 1,7 Millionen Brasilianer für den Namen, der eine Verschmelzung von „futebol“ (Fußball) und „ecologia“ (Umweltschutz) ist. Eine Million Stoff-Maskottchen ließ die FIFA herstellen. Offizielles Lied des Maskottchens war „Tatu bom de bola“ („Gürteltier gut am Ball“) von Arlindo Cruz. Der Slogan für die WM lautete „All in one rhythm“ (port.: „Juntos num só ritmo“; deutsch: „Alle im gleichen Rhythmus“).
Ein Teil der Lufthansa-Flotte wurde im Rahmen der Weltmeisterschaft vorübergehend mit „Fanhansa“ gekennzeichnet.

### Fernsehübertragung
Die Fernsehrechte für Deutschland für die WM 2014 verkaufte die FIFA den beiden öffentlich-rechtlichen Sendeanstalten ARD und ZDF. Laut einem Medienbericht zahlte die ARD für die Übertragungsrechte 150 Millionen Euro. Der Sender selbst machte dazu keine Angaben. Die Rechte für Österreich hat sich der ORF gesichert. Die Fernseh-Rechte für die Schweiz hat die SRG SSR.
ARD und ZDF zeigten damit erstmals seit 1998 wieder alle Spiele der WM live im öffentlich-rechtlichen Fernsehen. Von den gleichzeitig stattfindenden letzten Spielen der Gruppenphase wurde in den Hauptsendern das wichtigere Spiel oder eine Konferenzschaltung aus beiden Spielen gesendet, das Parallelspiel wurde auf EinsFestival bzw. ZDFinfo gezeigt. Mit Ausnahme des Endspiels wurde die Berichterstattung nicht wie früher aus den Stadien moderiert, sondern sowohl an ARD- wie auch ZDF-Sendetagen von der gemeinsamen Dachterrasse eines Penthouses in Rio de Janeiro mit Blick auf die Copacabana. Die Haupt-Moderationspaare Matthias Opdenhövel und Mehmet Scholl (ARD) sowie Oliver Welke und Oliver Kahn (ZDF) wechselten sich in den Nachtspielen der Gruppenphase jeweils mit Reinhold Beckmann und Giovane Élber (ARD) sowie Rudi Cerne (ZDF) ab, ab dem Achtelfinale berichteten sie alleine. Als weitere Experten in den Stadien traten u. a. Élber nach der Gruppenphase (ARD), Cacau und Lutz Pfannenstiel (ZDF) auf. Das ZDF ließ strittige Spielsituationen zusätzlich durch den ehemaligen Schiedsrichter Urs Meier bewerten. Die Moderatoren Gerhard Delling (ARD) und Katrin Müller-Hohenstein (ZDF) waren außerdem als Reporter aus dem Camp der deutschen Mannschaft im Einsatz. Für die ARD kommentierten Tom Bartels, Gerd Gottlob und Steffen Simon die Spiele, für das ZDF Wolf-Dieter Poschmann, Béla Réthy, Oliver Schmidt und Thomas Wark. Das Finale kommentierte Tom Bartels.
Unerwünschte Zwischenfälle, beispielsweise „Flitzer“ auf dem Spielfeld, das Zurschaustellen von Demonstrationsbannern oder das Einschreiten von Polizei in den Zuschauerrängen, wurden in der Übertragung nicht gezeigt. Stattdessen wurden Wiederholungen von Spielszenen oder jubelnde Zuschauer gezeigt. Die notwendige Spielunterbrechung musste von den Kommentatoren teilweise begründet werden. Dieses Vorgehen wurde von Beobachtern als Zensur kritisiert.
Wie schon bei anderen Sportereignissen wurde die Berichterstattung von ARD und ZDF vielfach kritisiert. Den Journalisten wurden Distanzlosigkeit und mangelnde Fachkenntnis vorgeworfen, den Sendern der Versuch, sich mit dem populären Ereignis zu schmücken. „Sie reden und reden ohne Inhalt wie Gerhard Delling. Sie quälen uns wie Steffen Simon oder Béla Réthy“, schrieb die FAZ. Dessen ungeachtet erreichte die Übertragung des Halbfinalspiels Brasilien-Deutschland im ZDF mit 32,6 Millionen Zuschauern mehr als je zuvor im deutschen Fernsehen, und die Übertragung des Endspiels setzte mit 34,65 Millionen Zuschauern einen neuen Reichweitenrekord.

### Sponsoren und Trikotausrüster
Neben den ständigen „Partnern“ Adidas, Coca-Cola, Emirates, Hyundai/Kia, Sony und Visa treten acht „WM-Sponsoren“ (Budweiser, Castrol, Continental, Johnson & Johnson, McDonald’s, Moy Park, Oi und Yingli) und sechs „nationale Förderer“ auf (Apex Brasil, Centauro, Garoto, Itaú, Liberty Seguros und Wise Up).
Wenngleich Adidas Vertragspartner ist, tragen nur neun der 32 WM-Mannschaften Trikots dieser Marke (Argentinien, Bosnien und Herzegowina, Deutschland, Japan, Kolumbien, Mexiko, Nigeria, Spanien, Russland). Sieben weitere Trikotausrüster sind: Nike (für Australien, Brasilien, England, Frankreich, Griechenland, Kroatien, Niederlande, Portugal, Südkorea, USA), Puma (für Algerien, Chile, Elfenbeinküste, Ghana, Italien, Kamerun, Schweiz, Uruguay), Burrda (für Belgien), Joma (für Honduras), Lotto (für Costa Rica), Marathon (für Ecuador) und Uhlsport (für den Iran).

## Ehrungen, Reaktionen und Nachwirkungen

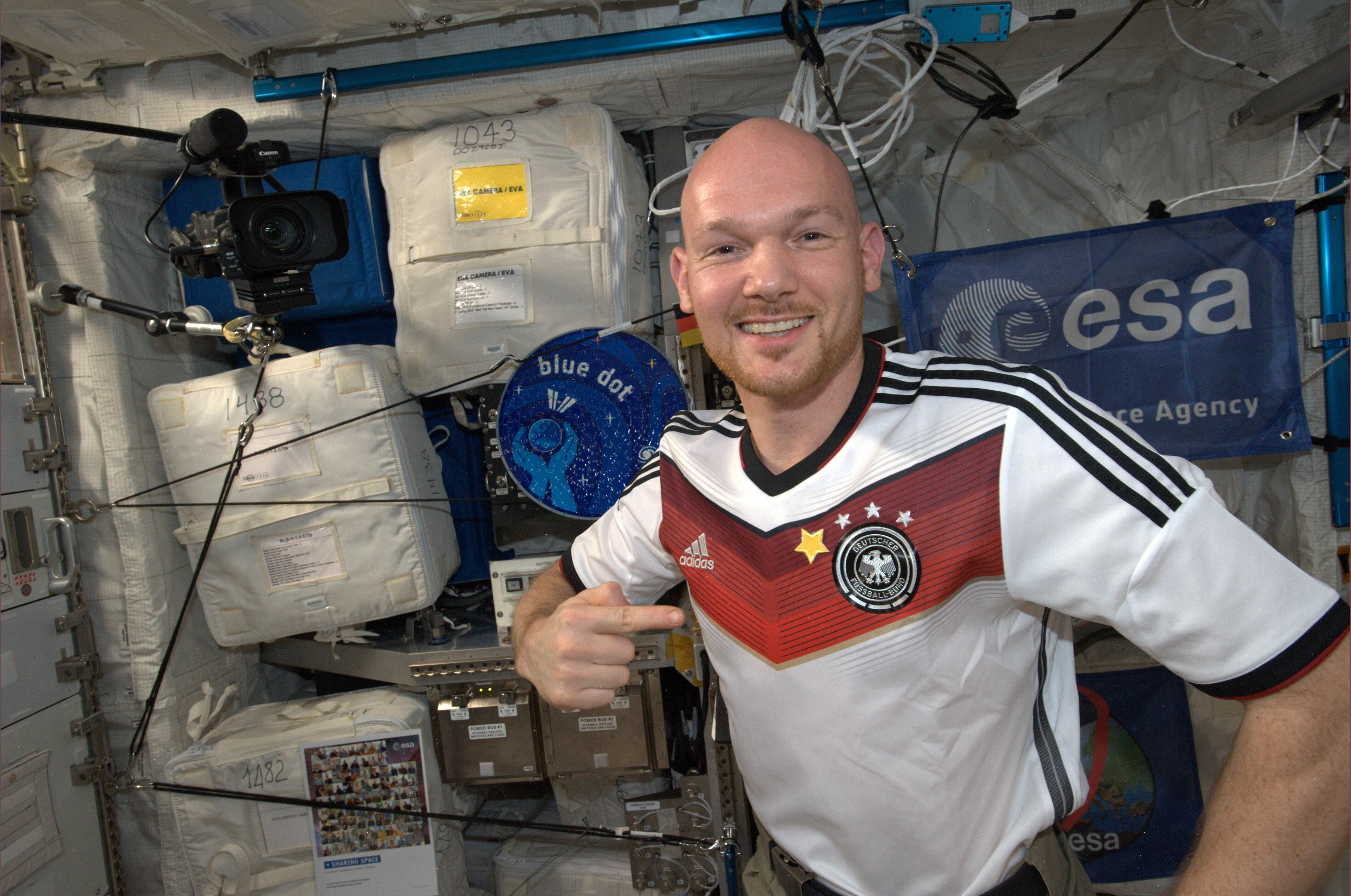
Alexander Gerst gratuliert aus der ISS

### Gratulationen
Nach dem Endspiel gratulierten auch die im Maracanã anwesenden Politiker den Finalteilnehmern, unter anderen Bundespräsident Joachim Gauck, Bundeskanzlerin Angela Merkel, die brasilianische Präsidentin Dilma Rousseff und der Präsident des nächsten WM-Gastgeberlandes Russland, Wladimir Putin. Grüße kamen auch vom ESA-Astronauten Alexander Gerst an Bord der Internationalen Raumstation.

### Deutsche Siegesfeier in Berlin
Die Siegesfeier der deutschen Mannschaft fand am 15. Juli 2014 in Berlin statt. Bei der Siegesfeier führten einige Nationalspieler – in Abwandlung ähnlicher Darbietungen bei vorangegangenen Fanfesten – eine Gesangs- und Tanzeinlage zur Melodie des Kinderlieds „Ich kenne einen Cowboy“ auf. Diese wurde später als „Gaucho-Tanz“ bekannt und in verschiedenen Medien als Verhöhnung der im Finale unterlegenen Argentinier bezeichnet.
Gaststar auf der Siegesfeier war Helene Fischer, die dort unter anderem ihren Hit „Atemlos durch die Nacht“ in veränderter Textfassung zum besten gab.

### Deutsches Fußballmuseum
Das Deutsche Fußballmuseum wurde im Oktober 2015 als offizielles nationales Fußballmuseum des Deutschen Fußball-Bundes (DFB) in Dortmund eröffnet. Mario Götze stiftete dafür den Schuh, mit dem er im WM-Finale gegen Argentinien das entscheidende Tor schoss.

### Ansehen der Deutschen in Brasilien
Die Weltmeisterschaft hatte zu einem positiven Bild der Deutschen im Ausland, insbesondere in Brasilien geführt. Zum einen durch das positive Auftreten der Nationalspieler und zum anderen aufgrund von Aktionen wie dem Besuch der Pataxó-Indianer. Auch das Tragen von brasilianischen Vereinstrikots oder das zusätzliche Übersetzen der eigenen Kurzmitteilungen ins Portugiesische führte dazu, dass sich das Bild Deutschlands in Brasilien verbesserte. So wurde Lukas Podolski von der Zeitung O Dia zum „O mais querido“ (der Beliebteste) gekürt. Mesut Özil soll einen Teil seiner WM-Prämie für soziale Projekte in Brasilien gespendet haben.

### Filme
Der Dokumentarfilm Die Mannschaft zeigt den Weg zum vierten Titelgewinn aus Sicht der deutschen Mannschaft.

### Soziale Netzwerke
Die Weltmeisterschaft hat neben klassischem TV auch den sozialen Netzwerken zu einem neuen Allzeithoch verholfen. Auch Dank zahlreicher Tweets der deutschen Nationalspieler hat Twitter in Deutschland einen neuen Boom erfahren.
Das Halbfinale Brasilien gegen Deutschland war zudem mit 35,6 Millionen abgesetzter Tweets weltweit das meistkommentierte Sportereignis seit Bestehen des Kurznachrichtendienstes.